# Saison 2017-2018 du Real Madrid
Maillots
Dernière mise à jour : 23 juillet 2025.
Chronologie
Saison précédente Saison suivante
La saison 2017-2018 du Real Madrid est la quatre-vingt septième de l'histoire du club espagnol en première division du championnat d'Espagne. C'est également la cent-quatorzième de l'histoire du club.
L’équipe est entraînée par Zinédine Zidane, ancien joueur du club, en poste depuis janvier 2016. À la présidence, Florentino Pérez dirige le Real Madrid depuis 2009. Pour cette saison, le club a pour ambitions de conserver sa première place en Liga et décrocher une troisième Ligue des champions consécutive.
Le Real Madrid connaît un début de saison difficile, puisqu'après dix journées de championnat, les Madrilènes se classent seulement troisièmes avec vingt points, et n’ont occupé la première place qu’à une seule reprise. En vingt journées, la Casa Blanca ne parvient pas à se hisser plus haut que la troisième place, et à huit journées de la fin du championnat, le club accuse un retard de treize points sur le leader. En fin de saison, les Merengues restent bloqués à la troisième place et deviennent mathématiquement hors course pour le titre à l’issue de la 34e journée, après une défaite contre Séville. Madrid conclut le championnat par deux victoires et un match nul, ce qui ne suffit pas à lui permettre de grimper jusqu’à la deuxième place.
Parallèlement, en Coupe du Roi, les Madrilènes sont éliminés en quarts de finale après deux défaites aller-retour contre Leganés, également pensionnaire de Liga. En revanche, en Supercoupe d’Espagne, l’équipe remporte le trophée en battant le FC Barcelone, champion de première division. 
Sur la scène européenne, le Real Madrid remporte la Ligue des champions après un parcours marqué par des victoires face au Paris Saint-Germain, à la Juventus et au Bayern Munich, avant de s’imposer en finale contre Liverpool. Ce sacre conclut une série de trois Ligue des champions remportées en trois ans, un exploit inédit depuis 1976.

## Avant-saison
Le Real Madrid débute la saison 2017-2018 avec l’ambition de prolonger sa domination sur le football européen et national, après avoir terminé la saison précédente en tête du championnat, avec une avance de trois points sur le FC Barcelone. Zinédine Zidane, entraîneur du club, considère que l'objectif de cette saison est de remporter une troisième Ligue des champions consécutive : « C’est un objectif que nous avons devant nous et nous allons essayer de nous battre pour l’obtenir. ». De son côté, le capitaine Sergio Ramos partage aussi cette ambition : « Nous avons une nouvelle chance de prouver que nous sommes les rois de l'Europe. ».
Le budget du Real Madrid pour cette saison atteint environ 690 millions d'euros, soit 80 millions de plus que l'an dernier. Cette hausse provient en grande partie de leur victoire en Ligue des champions, qui leur a rapporté 81,1 millions d'euros.
Le 19 juillet, Álvaro Morata est officiellement transféré à Chelsea pour un montant de 66 millions d'euros et un contrat de cinq ans. Peu après, Danilo prend la direction de Manchester City, également pour cinq ans, dans le cadre d’un transfert à 30 millions d'euros. Le milieu offensif James Rodríguez quitte temporairement le club pour être prêté deux saisons au Bayern Munich, contre une indemnité de 13 millions d'euros. Dans le même temps, deux joueurs quittent le club en fin de contrat. Le défenseur Pepe, malgré plusieurs rumeurs de prolongation, s’engage librement avec le Beşiktaş JK. Le gardien Rubén Yáñez rejoint quant à lui le Getafe CF, sans indemnité de transfert.
D’autres éléments quittent aussi la Casa Blanca : Diego Llorente rejoint la Real Sociedad pour 11 millions d'euros, Mariano Díaz pour l’Olympique lyonnais contre 8 millions, et Burgui au Deportivo Alavés pour 3 millions. Enfin, deux prêts sont actés : Fábio Coentrão part au Sporting CP et le jeune défenseur Philipp Lienhart est prêté au SC Fribourg.
La première recrue de l'été est Théo Hernandez. Le jeune défenseur français, prêté la saison précédente au Deportivo Alavés, est recruté le 5 juillet pour 24 millions d'euros en provenance de l’Atlético de Madrid. Il signe un contrat de six ans avec le club merengue. Une semaine plus tard, le 14 juillet, Madrid enrôle Dani Ceballos. Le milieu de terrain espagnol est recruté pour 16,5 millions d'euros, après avoir disputé l’Euro espoirs avec sa sélection nationale.
Le reste des renforts provient de retours de prêts. Jesús Vallejo revient de l’Eintracht Francfort, Borja Mayoral rentre du VfL Wolfsburg et Marcos Llorente du Deportivo Alavés. Enfin, la dernière recrue s’inscrit dans la continuité du projet de formation : le jeune latéral droit Achraf Hakimi, issu de la Castilla, est promu en équipe première.
Le Real Madrid reprend l’entraînement le 10 juillet à la Ciudad Real Madrid, son centre d’entraînement habituel, où les joueurs passent les examens médicaux. Dès le lendemain, l’équipe se rend à Los Angeles afin de débuter son stage de préparation. Le club prévoit un programme estival avec sept matchs au calendrier. Parmi eux figurent des rencontres face à Manchester United, Manchester City et le FC Barcelone dans le cadre de l’International Champions Cup,, ainsi que le Match des étoiles. La Casa Blanca affronte de nouveau Manchester United en Supercoupe de l’UEFA, avant de conclure sa préparation par une double confrontation contre le Barça pour la Supercoupe d’Espagne.
Cristiano Ronaldo prend part à la Coupe des confédérations avec l'équipe du Portugal jusqu’au 2 juillet et dispute quatre rencontres au total. Il trouve le chemin des filets face à la Russie lors du deuxième match de groupe (victoire 1-0), puis récidive contre la Nouvelle-Zélande lors de la troisième journée. En demi-finale face au Chili, le Portugal est éliminé après la séance de tirs au but (0-3), ce qui le prive de la finale contre l’Allemagne, qui s’impose 1 but à 0.

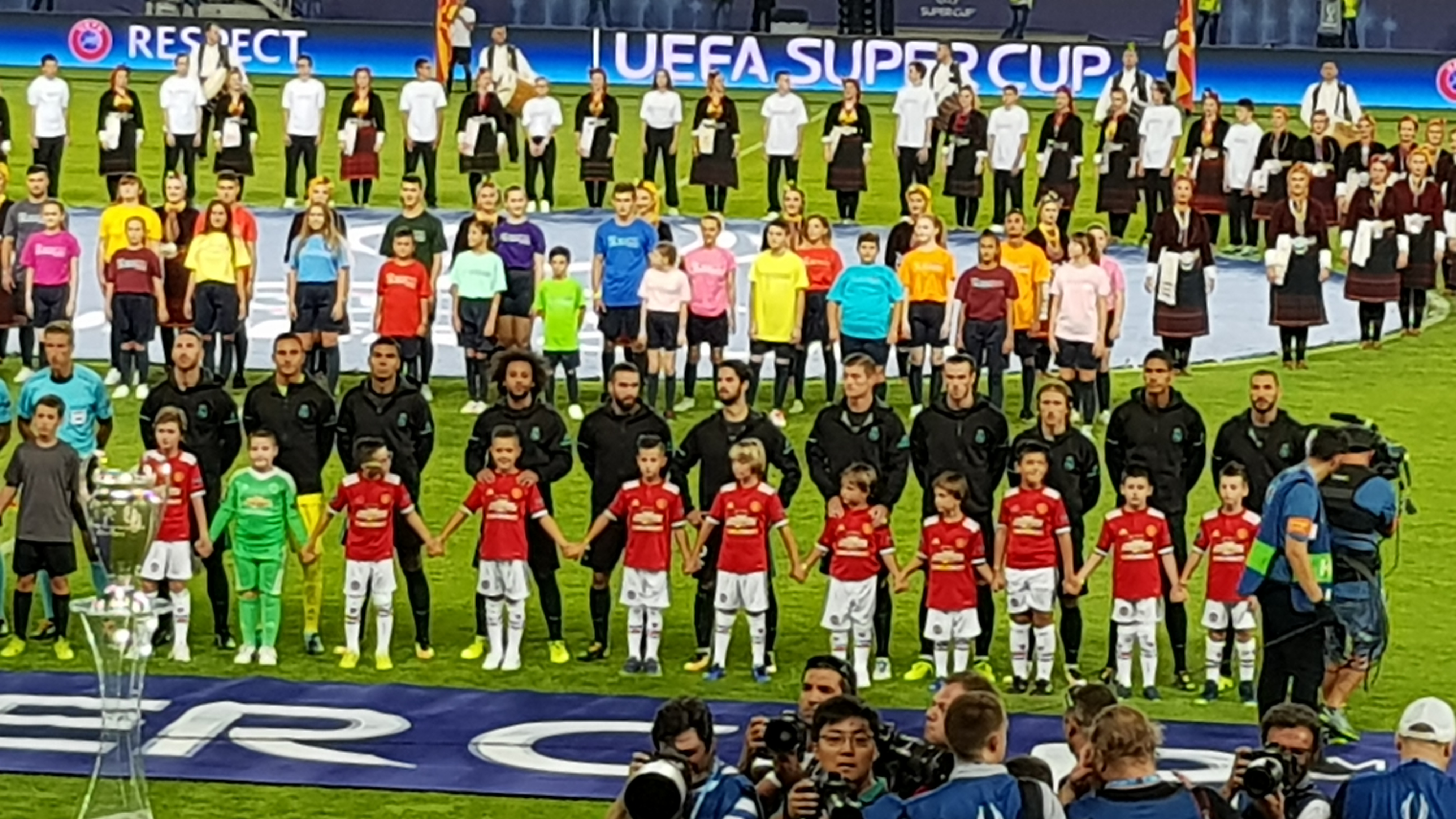
L'équipe du Real Madrid juste avant le coup d’envoi de la Supercoupe de l’UEFA.

Le Real Madrid débute sa préparation estivale par une défaite aux tirs au but face à Manchester United lors de son premier match de l’International Champions Cup. Les Madrilènes ne réussissent qu’un seul tir sur cinq lors de la séance de penaltys et s’inclinent deux à un. Le deuxième match n’apporte pas plus de satisfaction, avec une défaite 4 buts à 1 contre Manchester City, troisième de Premier League. La clôture de l’ICC se solde par un nouveau revers, cette fois face au FC Barcelone, sur le score de trois buts à deux. Hors ICC, le Real montre un meilleur visage. Il remporte le Match des étoiles aux tirs au but (1-1, 4-2 t. a. b.), avant de s’imposer face aux Red Devils en Supercoupe de l’UEFA deux buts à un. La préparation se conclut sur une victoire nette en Supercoupe d’Espagne contre les Blaugranas, grâce à un score cumulé de cinq à un sur l’ensemble des deux rencontres. Néanmoins, lors du match aller, Cristiano Ronaldo est exclu après avoir reçu un deuxième carton jaune. En quittant le terrain, il bouscule l’arbitre Ricardo Burgos (en). Il écope alors de cinq matchs de suspension (un pour le carton rouge et quatre pour son comportement envers l’arbitre). Cette sanction l’écarte des quatre premières rencontres de la Liga, et son retour n’est autorisé qu’à partir du match face au Real Betis, le 20 septembre.

### Tableau des transferts
| Nom              | Nationalité    | Type de transfert             | Indemnité             | Provenance / Destination | Division       |
| ---------------- | -------------- | ----------------------------- | --------------------- | ------------------------ | -------------- |
| Arrivées         |                |                               |                       |                          |                |
| Théo Hernandez   | France         | Transfert                     | 24 millions d'euros   | Atlético de Madrid       | La Liga        |
| Dani Ceballos    | Espagne        | Transfert                     | 16,5 millions d'euros | Real Betis               | La Liga        |
| Jesús Vallejo    | Espagne        | Fin du prêt                   | –                     | Eintracht Francfort      | Bundesliga     |
| Borja Mayoral    | Espagne        | Fin du prêt                   | –                     | VfL Wolfsbourg           | Bundesliga     |
| Marcos Llorente  | Espagne        | Fin du prêt                   | –                     | Deportivo Alavés         | La Liga        |
| Achraf Hakimi    | Maroc          | Premier contrat professionnel | –                     | Real Madrid Castilla     | SDB            |
| Départs          |                |                               |                       |                          |                |
| Álvaro Morata    | Espagne        | Fin du prêt                   | 66 millions d'euros   | Chelsea FC               | Premier League |
| Danilo           | Brésil         | Transfert                     | 30 millions d'euros   | Manchester City          | Premier League |
| James Rodríguez  | Colombie       | Prêt                          | 13 millions d'euros   | Bayern Munich            | Bundesliga     |
| Diego Llorente   | Espagne        | Transfert                     | 11 millions d'euros   | Real Sociedad            | La Liga        |
| Mariano Díaz     | R. dominicaine | Transfert                     | 8 millions d'euros    | Olympique lyonnais       | Ligue 1        |
| Burgui           | Espagne        | Transfert                     | 3 millions d'euros    | Deportivo Alavés         | La Liga        |
| Fábio Coentrão   | Portugal       | Prêt                          | 1 millions d'euros    | Sporting CP              | Liga Portugal  |
| Philipp Lienhart | Autriche       | Prêt                          | 500 000 euros         | SC Fribourg              | Bundesliga     |
| Pepe             | Portugal       | Transfert libre               | Gratuit               | Beşiktaş JK              | SüperLig       |
| Rubén Yáñez      | Portugal       | Transfert libre               | Gratuit               | Getafe CF                | La Liga        |

## Championnat d'Espagne: lutter pour rester au sommet

### Entame en dents de scie
Le Real Madrid lance officiellement sa saison le 20 août par un déplacement au stade de Riazor, enceinte du Deportivo La Corogne, en ouverture du championnat. Trois des recrues estivales — Marcos Llorente, Théo Hernandez et Dani Ceballos — débutent sur le banc. Le match démarre avec quelques situations pour les Blanquiazules, notamment deux occasions pour Florin Andone, stoppées par le gardien de but Keylor Navas. L'attaquant gallois Gareth Bale ouvre le score à la 20e minute sur une passe de Karim Benzema, puis Casemiro inscrit le deuxième but sept minutes plus tard à la conclusion d’une séquence de 44 passes.
Toni Kroos inscrit le troisième but à l’heure de jeu (62e minute), servi en retrait par Bale. Dans la dernière demi-heure, le Deportivo tente de réagir. Guilherme touche la barre transversale à la 64e minute et obtient un penalty qu’Andone manque à une minute de la fin du temps réglementaire,. Malgré l'exclusion de Sergio Ramos en toute fin de rencontre, la Casa Blanca remporte le match. Cette victoire avec trois buts d’écart permet au Real Madrid de prendre la tête de la Liga à l’issue de la première journée.
Une semaine après sa victoire à La Corogne, le Real Madrid reçoit Valence au stade Santiago-Bernabéu avec plusieurs absences : Sergio Ramos est suspendu, tandis que Raphaël Varane et Jesús Vallejo sont blessés. Dès la 10e minute, Marco Asensio ouvre le score d’un tir à l'entrée de la surface de réparation. La réaction de Valence arrive à la 18e minute quand Carlos Soler conclut devant le but une action initiée par José Gayà. La recrue Geoffrey Kondogbia inscrit le deuxième but pour Valence à la 77e minute sur une passe en retrait de Rodrigo. Karim Benzema manque plusieurs occasions. En fin de match, Asensio égalise d’un coup franc direct à la 83e minute. L’entraîneur Zinédine Zidane défend ses attaquants et refuse de blâmer Karim Benzema pour ses occasions manquées : « Le public fait ce qu'il veut. L'essentiel c'est qu'il se crée des occasions, s'il les rate ce n'est pas grave. C'est comme ça le football, parfois le ballon ne veut pas rentrer, a réagi le technicien. Le public nous a soutenus et il fait ce qu'il veut. Ce qu'il s'est passé avec Karim n'est pas important. ». Il ajoute également une éloge pour Asensio et sa prestation :  « Je suis content de sa prestation et je ne suis pas surpris par tout ce qu'il fait. Il a marqué deux buts et je suis content de lui, mais c'est un bon travail collectif. Je n'aime pas mettre des joueurs en avant, je préfère parler de ce que toute l'équipe a fait. J'espère qu'Asensio continuera sur cette lancée et qu'il marquera encore beaucoup de buts. ».

### Trois matchs, trois visages
Pour son troisième match de la saison, le Real Madrid reçoit le Levante UD avec un onze remanié. Les recrues Théo Hernandez et Marcos Llorente font leurs débuts en tant que titulaires, et Marcelo évolue dans un rôle inhabituel au milieu de terrain. Levante domine le début du match et Ivi López ouvre le score à la 12e minute pour les Granotes,. Les Madrilènes peinent à se créer des occasions par la suite et doivent faire face à la sortie sur blessure de Karim Benzema peu avant la demi-heure de jeu. Madrid parvient à égaliser peu avant la pause sur corner (36e minute) à la suite d'une tête de Lucas Vazquez. En seconde période, les Merengues ont la possession du ballon mais ne réussissent pas à marquer. Marcelo est exclu en fin de match après un coup de pied infligé sur Jefferson Lerma et écope de deux matchs de suspension. Avec ce deuxième nul consécutif, le Real Madrid est relégué à la septième place du classement à l’issue de la troisième journée.

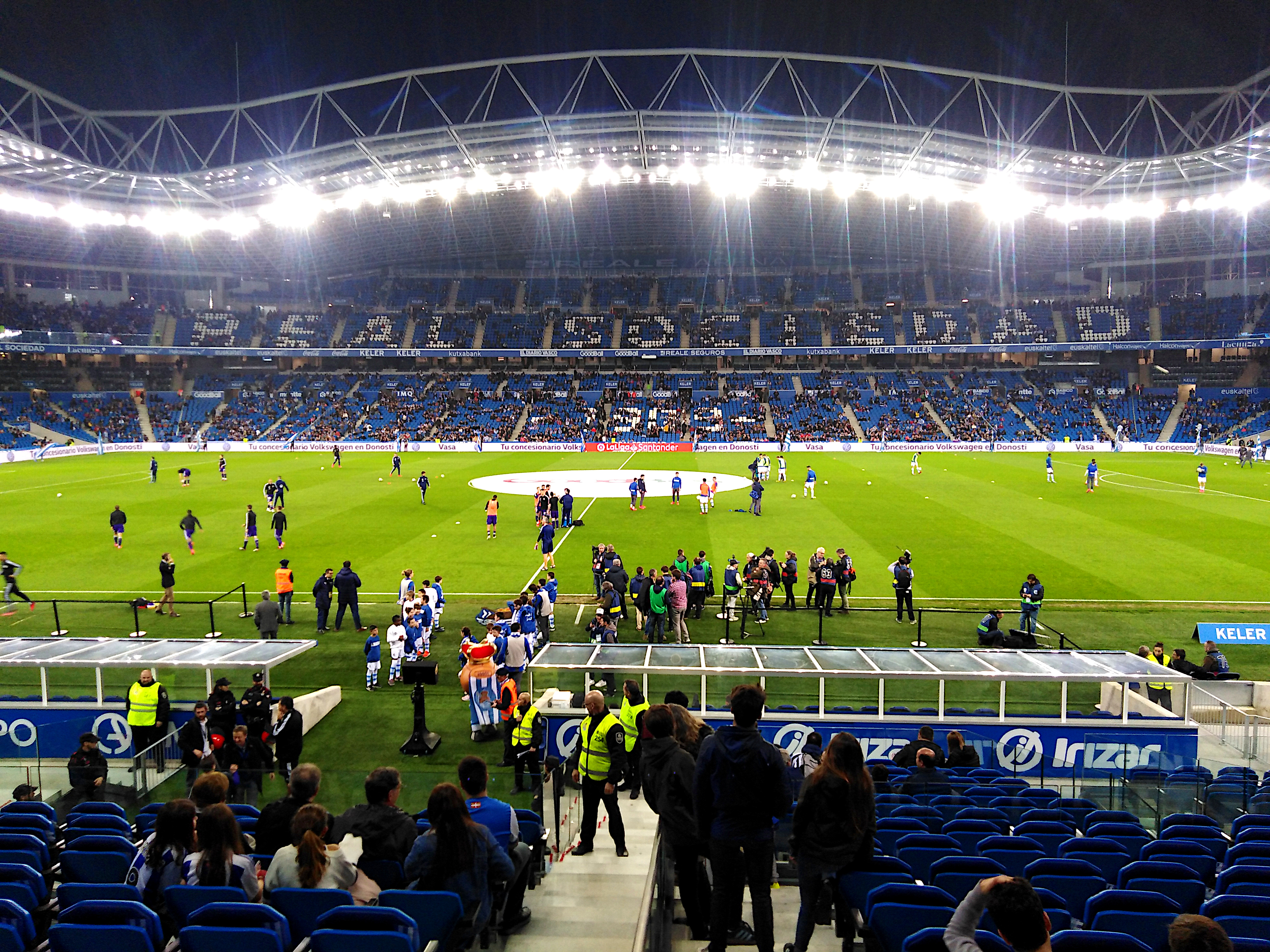
Le stade d'Anoeta en 2020.

Sans victoire lors de ses deux derniers matchs, Madrid est reçu à Saint-Sébastien pour y affronter une Real Sociedad, qui vient de remporter ses trois premiers matchs de Liga. Toni Kroos et Karim Benzema sont absents pour blessure et Marcelo est suspendu pour son carton rouge reçu huit jours plus tôt,. Les Madrilènes dominent la première période et Borja Mayoral, titularisé en pointe en l'absence de Benzema, ouvre le score à la 19e minute après une situation initiée par Sergio Ramos. L'attaquant portugais Kévin Rodrigues égalise pour la Sociedad d’une frappe croisée à la 29e minute, mais inscrit un but contre son camp en tentant de couper un centre de Mayoral (36e minute). En seconde période, Gareth Bale inscrit le troisième but d’un lob sur le gardien argentin Gerónimo Rulli à l’heure de jeu (61e). Si cette victoire rapproche le Real Madrid à quatre points du FC Barcelone, elle permet accessoirement d’égaliser un record historique avec soixante-treize matchs consécutifs avec au moins un but marqué, à l’instar du Santos FC de Pelé en 1963.
Pour la cinquième journée du championnat, le Real Betis, onzième au classement, se déplace au Bernabéu. À l’occasion de cette rencontre, Cristiano Ronaldo fait enfin son retour sur le terrain et joue pour la première fois depuis sa suspension le 13 août. Le match débute de manière équilibrée mais les Béticos se montrent offensifs dès les premières minutes. Au fil de la première mi-temps, les Madrilènes tentent de prendre le contrôle du jeu, mais leurs offensives manquent de précision. Ronaldo manque beaucoup de situations et se fait conspuer par une partie du public. Luka Modrić et Gareth Bale essaient de dynamiser l’attaque madrilène mais cela reste insuffisant face à la défense du Betis difficile à pénétrer. La seconde période voit Madrid multiplier ses actions offensives mais aucune ne parvient à ouvrir le score. Dans le temps additionnel, Antonio Sanabria inscrit le seul but de la rencontre (93e minute) qui permet au Betis de s’imposer. Madrid s’incline donc 1-0 et voit sa série d’invincibilité en championnat prendre fin après quatre journées.

## Ligue des champions: cap sur un troisième sacre consécutif

### Tirage au sort
Le 24 août 2017, au Grimaldi Forum de Monaco, se déroule le tirage au sort de la Ligue des champions 2017-2018. Le Real Madrid, tenant du titre, figure dans le chapeau 1, notamment aux côtés du Bayern Munich, le Juventus FC ou le Chelsea FC.
Le Real Madrid est placé dans le groupe H, où il retrouve le Borussia Dortmund, troisième de Bundesliga et septième au classement UEFA des coefficients des clubs, le Tottenham Hotspur, dauphin de Premier League et vingtième au classement UEFA, ainsi que l’APOEL Nicosie, champion de Chypre et quatre-vingt-deuxième au coefficient des clubs.

### Phase de groupes

#### 1rejournée: départ solide contre l'APOEL
Pour son entrée en lice en Ligue des champions 2017-2018, le Real Madrid affronte le club chypriote de l'APOEL Nicosie au stade Santiago-Bernabéu,. Cette rencontre marque la troisième confrontation entre les deux clubs, toutes compétitions confondues. Toutes deux remontent aux quarts de finale de la Ligue des champions 2011-2012, où les Madrilènes s'étaient imposés avec un score cumulé de 8 à 2 (3-0 à l'extérieur, 5-2 à domicile) pour valider leur qualification en demi-finales. Il s'agit par ailleurs du meilleur parcours de l'APOEL en Ligue des champions à ce jour.

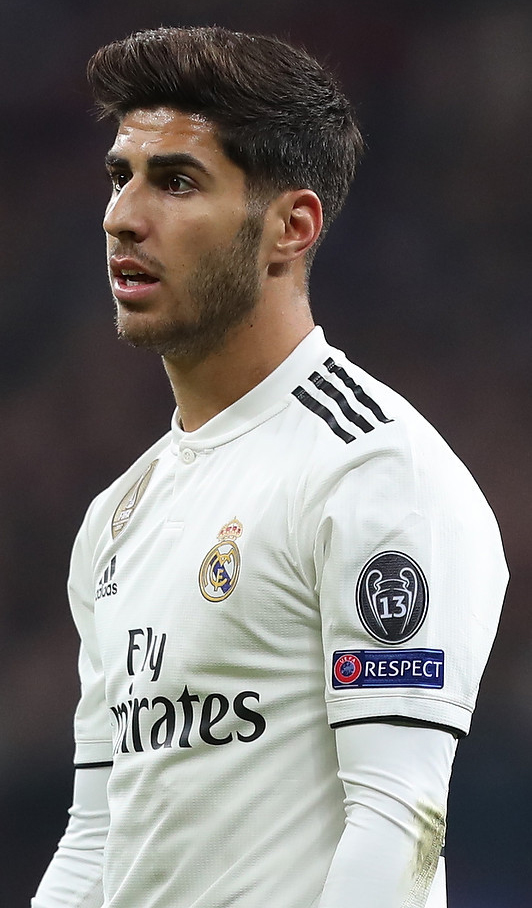
Marco Asensio, absent du match.

Favori du match, le Real Madrid doit néanmoins composer avec deux absences sérieuses. Marco Asensio, attaquant de 21 ans, est forfait après avoir contracté une infection cutanée causée par une épilation de ses jambes,,. Plus handicapant encore, Karim Benzema, membre important du trio BBC,,, est indisponible après s'être blessé lors du match de Liga contre Levante quatre jours plus tôt,. Souffrant d'une lésion musculaire derrière la cuisse droite, l'attaquant français est contraint à une absence de plus d'un mois et ne fera son retour que le 14 octobre contre Getafe.
L'entraîneur Zinédine Zidane aligne son équipe en 4-1-2-1-2. La défense reste inchangée avec Marcelo, Sergio Ramos, Nacho et Dani Carvajal. Casemiro occupe le rôle de milieu défensif, tandis que Luka Modrić et Mateo Kovačić sont chargés d'animer le jeu aux côtés d'Isco, positionné en meneur de jeu. En attaque, Cristiano Ronaldo est titularisé en pointe, accompagné de Gareth Bale, qui remplace Benzema.
L'APOEL Nicosie, sur ses dix dernières rencontres, concède seulement cinq buts et reste invaincue en championnat, avec trois victoires en trois matchs. De plus, l'attaque a inscrit 16 buts lors de ces dix derniers matchs. Ces statistiques ont été obtenues principalement contre des équipes chypriotes, roumaines, tchèques et luxembourgeoises.
Sous la direction de l'entraîneur Giorgos Donis, l’APOEL arrive en 4-4-2, avec un milieu de terrain comprenant des joueurs comme Nuno Morais, Efstáthios Alonéftis et Roland Sallai. L'attaque repose sur le duo formé par Ebecilio et de Camargo. L’équipe se distingue par sa forte composante étrangère, avec seulement deux joueurs Chypriotes dans son effectif. On y trouve également deux Néerlandais, deux Espagnols, trois Brésiliens, un Hongrois et un Portugais.
Le Real Madrid signe sa troisième victoire consécutive contre l'APOEL, malgré un début de match difficile. Les joueurs chypriotes ont adopté une défense très regroupée, ne pressaient pas et ne laissaient presque aucun espace, ce qui a rendu l'attaque des Merengues compliquée. Cependant, Cristiano Ronaldo inscrit un doublé, son trentième en Ligue des champions, et Sergio Ramos a ajouté un retourné acrobatique.
| 1re journée                                    | Real Madrid                                          | 3 - 0   | APOEL Nicosie                          | Stade Santiago-Bernabéu, Madrid | |
| Mecredi 13 septembre 2017 20 h 45 heure locale | ( Bale) Ronaldo 12e · Ronaldo 51e (pen.) · Ramos 61e | (1 - 0) |                                        | Spectateurs : 71 060 · Arbitrage : Benoît Bastien · Arbitres assistants : · Hicham Zakrani · Frédéric Haquette · Quatrième arbitre : · Julien Pacelli · Photos du match · | Spectateurs : 71 060 · Arbitrage : Benoît Bastien · Arbitres assistants : · Hicham Zakrani · Frédéric Haquette · Quatrième arbitre : · Julien Pacelli · Photos du match · |
| Mecredi 13 septembre 2017 20 h 45 heure locale | Carvajal 52e ·                                       | Rapport | 53e Sallai · 63e Ebecilio · 90e Farías | Spectateurs : 71 060 · Arbitrage : Benoît Bastien · Arbitres assistants : · Hicham Zakrani · Frédéric Haquette · Quatrième arbitre : · Julien Pacelli · Photos du match · | Spectateurs : 71 060 · Arbitrage : Benoît Bastien · Arbitres assistants : · Hicham Zakrani · Frédéric Haquette · Quatrième arbitre : · Julien Pacelli · Photos du match · |

Après la rencontre, Ramos insiste sur la difficulté de percer la défense adverse :

« Au début du match, nous avons eu du mal à ouvrir le score. Ils étaient très repliés, ils ne pressaient pas, ils ne laissaient pas d'espaces. Mais nous avons insisté en passant par les ailes, surtout en seconde période, et après notre premier but nous sommes allés crescendo et les autres sont arrivés. »

Ramos salue également la performance de Ronaldo :

« Cristiano a le sens du but, on l'a vu, et j'espère qu'il va garder cette dynamique. Son niveau est incontestable chaque saison et le Real s'en rendra compte. »

#### 2ejournée: dominance à Dortmund

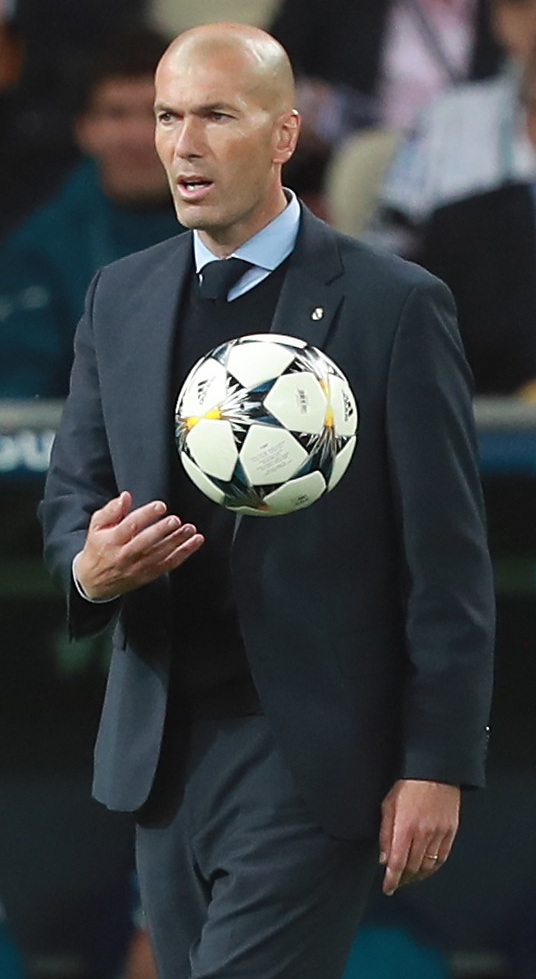
Zinédine Zidane en 2018.

Après sa victoire sereine contre Nicosie, le prochain adversaire des Merengues est le Borussia Dortmund, qui l'attend dans son Signal Iduna Park d'Allemagne, le 26 septembre 2017. Le Real Madrid, alors double champion d'Europe en titre, arrivait à Dortmund avec l'objectif de briser une malédiction : jamais la Casa Blanca ne s'était imposé sur la pelouse du Borussen en six tentatives précédentes. Malgré l'absence de leur attaquant vedette Karim Benzema qui persiste, Zinédine Zidane aligne presque la même équipe que contre l'APOEL. Le défenseur Raphaël Varane fait également son retour dans l'équipe, aux côtés de Toni Kroos qui renforce le milieu de terrain.
De son côté, le Borussia Dortmund, dirigé par Peter Bosz, alignait une formation en 4-3-3, avec notamment Pierre-Emerick Aubameyang en pointe, soutenu par Mario Götze et Gonzalo Castro. La défense était entre autres menée par Sokratis Papastathopoulos, et Roman Bürki gardait les cages.
Le match a débuté sur un rythme soutenu, avec le Real Madrid qui a rapidement pris l'initiative. Malgré plusieurs arrêts décisifs de Roman Bürki dans le premier quart d'heure, le Real ouvre le score en première période grâce à un but en volée de Gareth Bale. Madrid retourne aux vestiaires avec un avantage d'un but à zéro. En seconde période, Cristiano Ronaldo double la mise lors de 400e matchs sous les couleurs Madrilènes. Cependant, le BVB réduit l'écart grâce à Aubameyang à l'heure de jeu. Malgré le but de Dortmund, le Real Madrid scelle la victoire en fin de match pour le doublé de Ronaldo.
| 2e journée                                   | Borussia Dortmund        | 1 - 3   | Real Madrid                                                        | Signal Iduna Park, Dortmund | |
| Mardi 26 septembre 2017 20 h 45 heure locale | ( Castro) Aubameyang 54e | (1 - 0) | 18e Bale (Carvajal ) · 49e Ronaldo (Bale ) · 79e Ronaldo (Modrić ) | Spectateurs : 65 849 · Arbitrage : Björn Kuipers · Arbitres assistants : · Sander van Roekel · Erwin Zeinstra · Photos du match · | Spectateurs : 65 849 · Arbitrage : Björn Kuipers · Arbitres assistants : · Sander van Roekel · Erwin Zeinstra · Photos du match · |
| Mardi 26 septembre 2017 20 h 45 heure locale | Toprak 52e · Weigl 63e · | Rapport | 29e Bale · 39e Carvajal · 40e Modrić                               | Spectateurs : 65 849 · Arbitrage : Björn Kuipers · Arbitres assistants : · Sander van Roekel · Erwin Zeinstra · Photos du match · | Spectateurs : 65 849 · Arbitrage : Björn Kuipers · Arbitres assistants : · Sander van Roekel · Erwin Zeinstra · Photos du match · |

Le Real Madrid a dominé le match grâce à une première mi-temps solide et une fin de match maîtrisée,. Zidane se félicite de la performance de son équipe :

« Nous avons fait un grand match. On a bien débuté, la première mi-temps a été brillante, tout comme la seconde. On a eu des moments difficiles après la pause, mais on les a réglés. Je suis ravi pour Ronaldo et Bale, mais toute l'équipe a travaillé dur, tout le monde a été brillant et c'était un match formidable. »

Avec cette victoire, le Real Madrid est premier ex æquo du groupe H, à égalité parfaite avec Tottenham Hotspur, qui bat l'APOEL sur le même score que les Merengues. Les deux clubs comptent six points après deux journées, avec un bilan identique de six buts marqués et un seul encaissé.

#### 3ejournée: égalité contre Tottenham
Le 17 octobre, lors de la troisième journée, le Real Madrid reçoit Tottenham Hotspur au stade Santiago-Bernabéu. Ce match revêt une importance capitale, car avant le coup d’envoi, les deux équipes sont en tête du groupe H avec un parcours identique : deux victoires, six buts marqués et un seul encaissé. En cas de victoire, le vainqueur prendra seul la première place du groupe, tandis qu’un match nul maintiendrait une égalité parfaite.
Cette rencontre marque la troisième confrontation entre les deux clubs en Ligue des champions, après une double opposition en quart de finale en 2011 remportée par Madrid, ainsi qu’un match amical lors de l’Audi Cup deux ans plus tôt, également à l’avantage des Madrilènes. Jusqu’alors, Tottenham n’a jamais réussi à marquer contre les Merengues, qui ont inscrit sept buts en trois rencontres. Cependant, cette saison, les Spurs affichent un tout autre visage : vice-champions d’Angleterre la saison précédente, ils restent invaincus depuis août et possèdent une défense solide, avec seulement deux buts encaissés lors de leurs cinq derniers matchs.
Le Real Madrid aborde cette rencontre avec une formation classique en 4-3-1-2, marquée par le retour de Karim Benzema en Ligue des champions et la titularisation d’Achraf Hakimi sur le flanc droit. Keylor Navas garde les cages, tandis que la défense et le milieu de terrain restent inchangés par rapport au match précédent contre le Borussia Dortmund. En face, Tottenham aligne une attaque composée d’Harry Kane seul en pointe, soutenue par un milieu à cinq emmené par Christian Eriksen, Fernando Llorente, Moussa Sissoko, Harry Winks et Eric Dier. La défense est renforcée avec une ligne de quatre joueurs devant Hugo Lloris.
Dès le coup d’envoi, les Madrilènes imposent une intensité et domine la possession du ballon, atteignant 61 % de contrôle du jeu et 20 frappes au coup de sifflet final. Parallèlement, ce sont finalement les Spurs qui ouvrent le score grâce à un but contre son camp de Raphaël Varane. La Casa Blanca réagit avant la pause grâce à un penalty transformé par Cristiano Ronaldo.
Le score ne bougera plus en seconde période, malgré quelques opportunités de part et d’autre. Ce match nul 1 partout prolonge l’égalité parfaite entre les deux équipes dans ce groupe H.
| 3e journée                                 | Real Madrid        | 1 - 1   | Tottenham Hotspur | Stade Santiago-Bernabéu, Madrid | |
| Mardi 17 octobre 2017 20 h 45 heure locale | Ronaldo 43e (pen.) | (1 - 1) | 28e (csc) Varane  | Spectateurs : 76 589 · Arbitrage : Szymon Marciniak · Arbitres assistants : · Paweł Sokolnicki · Tomasz Listkiewicz · Photos du match · | Spectateurs : 76 589 · Arbitrage : Szymon Marciniak · Arbitres assistants : · Paweł Sokolnicki · Tomasz Listkiewicz · Photos du match · |
| Mardi 17 octobre 2017 20 h 45 heure locale | Ronaldo 32e        | Rapport | 43e Aurier        | Spectateurs : 76 589 · Arbitrage : Szymon Marciniak · Arbitres assistants : · Paweł Sokolnicki · Tomasz Listkiewicz · Photos du match · | Spectateurs : 76 589 · Arbitrage : Szymon Marciniak · Arbitres assistants : · Paweł Sokolnicki · Tomasz Listkiewicz · Photos du match · |

À l’issue de la rencontre, Mauricio Pochettino, entraîneur de Tottenham, exprime sa satisfaction :

« Je suis vraiment fier et très heureux. Tout le monde voulait concourir et nous montrer qu'on peut concourir à ce niveau. Je suis très heureux. La performance était fantastique. Je félicite tout le monde parce que c'était très bien et bien sûr nos supporters étaient fantastiques, incroyables et merci beaucoup pour le soutien et l'aide. C'était incroyable. »

#### 4ejournée: le piège londonien

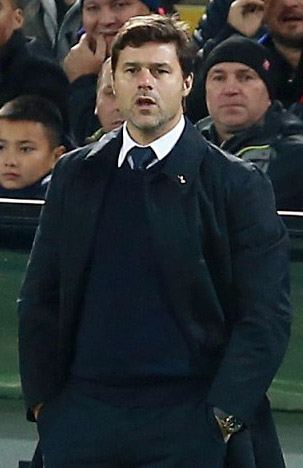
Mauricio Pochettino en 2016.

Le 1er novembre, le Real Madrid se déplace à Londres pour à nouveau affronter les Spurs au Stade de Wembley, deux semaines après leur précédente rencontre qui s'était soldée par un match nul,. Cette fois-ci, les Merengues, privés de leur gardien titulaire Keylor Navas, forfait pour cette rencontre, abordent le match avec une confiance entamée. En effet, trois jours plus tôt, ils perdent contre le Girona FC en championnat. Cette défaite les écartent à huit points du leader, le FC Barcelone.
Du côté des Spurs, la situation est également difficile. L’équipe dirigée par Mauricio Pochettino sort de deux défaites, dont une élimination en Coupe de la Ligue contre West Ham. L'enjeu est le même qu'il y a deux semaines ; le vainqueur prendra la première place du groupe et validera sa qualification pour les huitièmes de finale.
Zinédine Zidane ne modifie pas sa composition de départ par rapport au dernier match contre Tottenham. Cependant, il remanie sa tactique en un 4-3-3. De son côté, Mauricio Pochettino apporte quelques ajustements à son équipe. En optant pour un système en 3-5-2, il aligne Toby Alderweireld, Kieran Trippier, Ben Davies et Dele Alli d’entrée.
Le début de la rencontre est compliqué pour les Spurs. Ces derniers, troisième du championnat anglais mettent en place une ligne de défense haute pour récupérer le ballon dans des zones dangereuses. Dele Alli et Harry Kane parviennent à exploiter les espaces laissés par une défense madrilène souvent en retard.
Mené d'un but à la mi-temps, Zidane décide de repositionner Casemiro en défense centrale, à côté de Sergio Ramos et Nacho. Cela permet aussi de libérer Achraf Hakimi et Marcelo sur les côtés.

Cependant, les changements tactiques de Zidane ne portent pas leurs fruits. En seconde période, Dele Alli inscrit un doublé. Crisitano Ronaldo réduit l'écart sur penalty, mais Les Madrilènes ne parviennent pas à revenir, et les Londoniens remportent la rencontres et valident leur qualification pour les huitièmes de finale.
| 4e journée                                      | Tottenham Hotspur                                             | 3 - 1   | Real Madrid        | Stade de Wembley, Londres                                                                                                  | |
| Mercredi 1er novembre 2017 20 h 45 heure locale | ( Trippier) Alli 27e · ( Dier) Alli 56e · ( Kane) Eriksen 65e | (1 - 0) | 80e (pen.) Ronaldo | Spectateurs : 83 782 · Arbitrage : Cüneyt Çakır · Arbitres assistants : · Bahattin Duran · Tarık Ongun · Photos du match · | Spectateurs : 83 782 · Arbitrage : Cüneyt Çakır · Arbitres assistants : · Bahattin Duran · Tarık Ongun · Photos du match · |
| Mercredi 1er novembre 2017 20 h 45 heure locale | M. Dembélé 89e                                                | Rapport | 90+1e Ramos        | Spectateurs : 83 782 · Arbitrage : Cüneyt Çakır · Arbitres assistants : · Bahattin Duran · Tarık Ongun · Photos du match · | Spectateurs : 83 782 · Arbitrage : Cüneyt Çakır · Arbitres assistants : · Bahattin Duran · Tarık Ongun · Photos du match · |

La défaite du Real Madrid est d’autant plus amère que le Borussia Dortmund, autre concurrent direct du groupe, n’a pas réussi à battre Nicosie à domicile,. Ce faux pas du BVB profite à Madrid qui conserve une avance de cinq points sur le Borussia Dortmund, quasiment assuré de se qualifier.

#### 5ejournée: renouveau à Nicosie

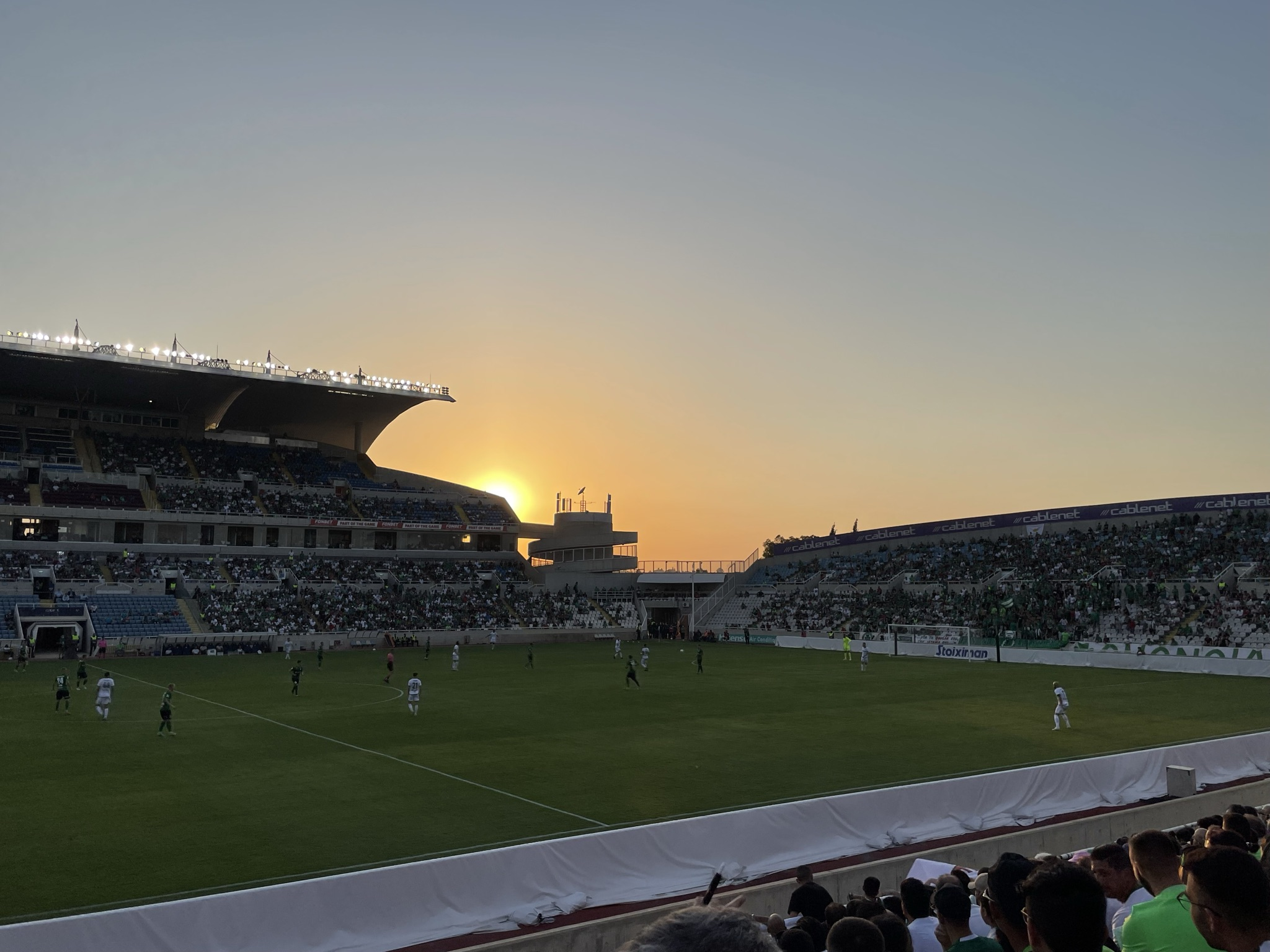
Le stade GSP en 2021.

Après leur défaite contre Tottenham, le Real Madrid se retrouve face à un match important. Le 21 novembre, les hommes de Zinédine Zidane se déplacent à Chypre pour y affronter l’APOEL Nicosie au stade GSP. Une victoire et une défaite du Borussia Dortmund face à Tottenham qualifieraient automatiquement les Madrilènes pour les huitièmes de finale de la Ligue des champions. avant cette cinquième journée, Madrid compte 7 points, Dortmund seulement 2. Si les Espagnols remportent leur match, ils grimperont à 10 points, un total que Dortmund ne pourrait plus atteindre s'ils s'inclinent, même en gagnant leur dernier match.
Par conséquent, deux absences majeures pèsent sur la composition de l’équipe : le capitaine Sergio Ramos est forfait après s’être fracturé le nez lors du derby madrilène contre l’Atlético de Madrid trois jours auparavant,,, tandis que le gardien costaricien Keylor Navas, blessé depuis octobre, est toujours indisponible. C’est donc Nacho qui prend place en défense centrale, et Kiko Casilla qui occupe les cages. Zinédine Zidane reste fidèle à son traditionnel 4-3-3, avec très peu de changements dans son onze de départ.
En face, l’APOEL aligne un 3-4-2-1 offensif, avec beaucoup de vivacité de ses ailes, avec Roland Sallai et Roberto Lago. Efstáthios Alonéftis est le seul joueur chypriote dans une équipe largement cosmopolite : 10 joueurs sur 11 sont étrangers, représentant pas moins de huit nationalités différentes : l'équipe compte 3 espagnols, 2 brésiliens, un grec, un hongrois, un norvégien, un portugais, un béninois et, donc, un chypriote. En pointe, l’attaquant béninois Mickaël Poté est épaulé par Ghayas Zahid et Alonéftis.
En 54 minutes, le Real Madrid inscrit six buts sans réponse. Karim Benzema est auteur d’un doublé, servi tour à tour par Toni Kroos et Cristiano Ronaldo. Avec ces deux réalisations, Benzema devient le meilleur buteur français de l’histoire de la Ligue des champions,,. Fort de cette avance, Zidane en profite pour faire souffler quelques cadres : Marcelo, Kroos et Benzema quittent la pelouse prématurément. Le score n’évoluera plus jusqu’au coup de sifflet final : 6-0, mission accomplie pour la Casa Blanca.
| 5e journée                                  | APOEL Nicosie | 0 - 6   | Real Madrid | Stade GSP, Strovolos | |
| Mardi 21 novembre 2017 20 h 45 heure locale |               | (0 - 4) | 23e Modrić · 39e Benzema (Kroos ) · 41e Nacho · 45+1e Benzema (Ronaldo ) · 49e Ronaldo (Marcelo ) · 54e Ronaldo Benzema ) | Spectateurs : 19 705 · Arbitrage : Artur Soares Dias · Arbitres assistants : · Rui Tavares · Paulo Soares · Quatrième arbitre : · Bruno Rodrigues · Photos du match · | Spectateurs : 19 705 · Arbitrage : Artur Soares Dias · Arbitres assistants : · Rui Tavares · Paulo Soares · Quatrième arbitre : · Bruno Rodrigues · Photos du match · |
| Mardi 21 novembre 2017 20 h 45 heure locale |               | Rapport | 90e Carvajal | Spectateurs : 19 705 · Arbitrage : Artur Soares Dias · Arbitres assistants : · Rui Tavares · Paulo Soares · Quatrième arbitre : · Bruno Rodrigues · Photos du match · | Spectateurs : 19 705 · Arbitrage : Artur Soares Dias · Arbitres assistants : · Rui Tavares · Paulo Soares · Quatrième arbitre : · Bruno Rodrigues · Photos du match · |

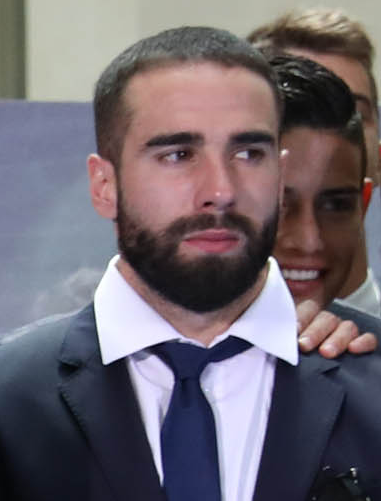
Dani Carvajal en 2017.

Dans les dernières minutes du match, Dani Carvajal reçoit un carton jaune pour gain de temps jugé excessif. L’UEFA ouvre alors une enquête en suspectant le défenseur d’avoir intentionnellement provoqué cet avertissement afin de purger une suspension lors du dernier match de poules – sans enjeu – contre Dortmund le 6 décembre. S’il est reconnu coupable, il risquerait une sanction supplémentaire.
Le scénario idéal pour les Madrilènes se concrétise par la suite : dans l’autre match du groupe, Tottenham s’impose 2 buts à 1 face à Dortmund,, un match qui qualifie officiellement les Merengues en huitièmes de finale de la Ligue des champions.

#### 6ejournée: frayeur face auBorussen
Déjà qualifié pour les huitièmes de finale, le Real Madrid dispute son dernier match de la phase de groupes à domicile face au Borussia Dortmund. Si cette rencontre ne présente plus aucun enjeu pour le club allemand, d’ores et déjà éliminé de la compétition, le Real, lui, peut encore espérer terminer à la première place du groupe. Pour cela, une victoire est impérative, combinée à une défaite de Tottenham contre l’APOEL Nicosie, ce qui semble toutefois peu probable au vu du parcours des Chypriotes, battus à trois reprises lors de leurs cinq sorties précédentes.
Pour ce dernier match de poules, Zinédine Zidane enregistre les retours de Keylor Navas dans les buts et de Sergio Ramos en défense. Le Real évolue à nouveau en 4-3-3, une configuration utilisée pour la quatrième fois dans cette phase de groupes. Quelques surprises figurent dans le onze de départ : Mateo Kovačić est titularisé au milieu de terrain, tandis que Borja Mayoral et Lucas Vázquez – pourtant défenseur – débutent en attaque aux côtés de Cristiano Ronaldo.

Côté allemand, Peter Bosz, pour sa quinzième confrontation contre le Real Madrid dans l’histoire du club, aligne un 3-4-3 avec un milieu dense composé notamment de Raphaël Guerreiro et de Nuri Şahin, ancien joueur madrilène. En attaque, le trio Aubameyang-Pulisic-Kagawa, auteur de 11 buts lors des cinq précédentes rencontres, affiche une moyenne offensive solide de 2,2 buts par match. La rencontre démarre fort pour les Espagnols : Borja Mayoral puis Cristiano Ronaldo donnent rapidement l’avantage à la Casa Blanca. Mais le Borussia réagit et, contre le cours du jeu, Pierre-Emerick Aubameyang inscrit un doublé qui permet à son équipe de revenir à hauteur. Le score reste inchangé jusqu’en fin de match, lorsque Lucas Vázquez marque le but de la victoire pour Madrid. Avec cette nouvelle réalisation, Cristiano Ronaldo entre un peu plus dans l’histoire de la Ligue des champions en devenant le premier joueur à marquer lors des six matches d’une phase de groupes,,.
| 6e journée                                    | Real Madrid                                                            | 3 - 2   | Borussia Dortmund                             | Stade Santiago-Bernabéu, Madrid                                                                                              | |
| Mercredi 6 décembre 2017 20 h 45 heure locale | ( Isco) Mayoral 8e · ( Kovačić) Ronaldo 12e · ( Hernandez) Vázquez 81e | (3 - 1) | 43e Aubameyang (Schmelzer () · 49e Aubameyang | Spectateurs : 73 323 · Arbitrage : Pavel Královec · Arbitres assistants : · Roman Slyško · Ivo Nadvornik · Photos du match · | Spectateurs : 73 323 · Arbitrage : Pavel Královec · Arbitres assistants : · Roman Slyško · Ivo Nadvornik · Photos du match · |
| Mercredi 6 décembre 2017 20 h 45 heure locale |                                                                        | Rapport | 16e Bartra                                    | Spectateurs : 73 323 · Arbitrage : Pavel Královec · Arbitres assistants : · Roman Slyško · Ivo Nadvornik · Photos du match · | Spectateurs : 73 323 · Arbitrage : Pavel Královec · Arbitres assistants : · Roman Slyško · Ivo Nadvornik · Photos du match · |

Sans surprise, Tottenham s’impose dans le même temps face à l’APOEL et scelle la deuxième place du Real Madrid, qui se qualifie tout de même pour les huitièmes.
Interrogé après la rencontre, Cristiano Ronaldo se montre satisfait de la performance collective et de son record personnel :

« Je suis très heureux, nous voulions bien finir la phase de groupes, avec une victoire. J'ai marqué un but et j'ai aidé l'équipe à gagner. C'était un beau but, avec le record qui est aussi important. J'en suis très content. C'est une compétition que j'aime jouer, j'aime y marquer, c'est évident. Mais le plus important était de pouvoir passer au tour suivant, parce que nous voulons gagner cette compétition à nouveau. Et j'espère que le Real Madrid pourra la gagner une troisième fois d'affilée. »

### Phase à élimination directe

#### Huitièmes de finale

##### Tirage au sort
Le tirage au sort des huitièmes de finale de la Ligue des champions a lieu le 11 décembre 2017. Le Real Madrid hérite du Paris Saint-Germain, le match retour étant prévu au Parc des Princes. Le PSG, vice-champion de France lors de la saison précédente derrière l’AS Monaco, aligne une attaque particulièrement dangereuse, composée notamment d’Edinson Cavani, Ángel Di María et Kylian Mbappé.

##### Match aller

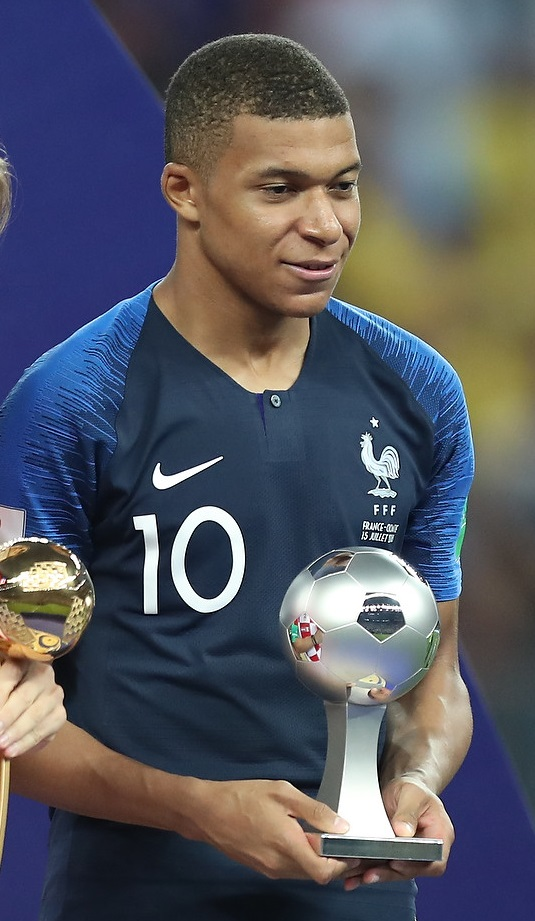
Kylian Mbappé en 2018, ici après la victoire en finale de la Coupe du monde.

Le match aller des huitièmes de finale face au Paris Saint-Germain se tient le 14 février 2018 au stade Santiago-Bernabéu. Le Real Madrid occupe la troisième place en Liga avec quatorze points de retard sur le FC Barcelone, leader. Malgré cette irrégularité en championnat, les Madrilènes restent très prolifiques devant le but avec 19 réalisations sur leurs cinq derniers matchs (moyenne de 3,8 buts par match), portés notamment par un Cristiano Ronaldo en pleine réussite, auteur d’un triplé lors de son dernier match et d’un doublé contre Valence quelques semaines plus tôt.
En face, le Paris Saint-Germain arrive en position de force, leader de Ligue 1 avec douze points d’avance sur son dauphin, l’Olympique de Marseille. Avec son attaque composée de Neymar, Cavani et Mbappé, le club parisien affiche également une grande efficacité offensive avec 15 buts inscrits sur ses cinq derniers matchs (3 buts par match en moyenne), tout en se montrant plus solide défensivement que son adversaire, avec seulement trois buts concédés. Sur le plan individuel, Ángel Di María inscrit un triplé contre Sochaux en Coupe de France,, tandis que Neymar reste sur un un quadruplé,, inscrit pendant le 8-0 infligé au Dijon FCO,, un mois plus tôt.
Pour ce huitième de finale très attendu au stade Santiago-Bernabéu, Zinédine Zidane reste fidèle à son traditionnel 4-3-3. Cependant, il effectue un choix fort en préférant Isco à Gareth Bale en attaque, qui débute la rencontre sur le banc,. Le milieu de terrain madrilène est composé de Casemiro, Luka Modric et Toni Kroos, tandis que Marcelo est titularisé sur le flanc gauche de la défense.
Côté parisien, Unai Emery aligne sans surprise son trio offensif Cavani-Mbappé-Neymar, fer de lance de l’attaque du PSG. Le milieu est renforcé par la présence du jeune Adrien Rabiot, 22 ans, accompagné de Giovani Lo Celso et Marco Verratti. La défense, quant à elle, reste classique, avec un quatuor composé de Yuri Berchiche, Presnel Kimpembe, Marquinhos et Dani Alves, devant Alphonse Areola, qui affiche une défense avec seulement trois buts encaissés lors des cinq derniers matchs. Le coup d’envoi est donné à 20 h 45.
Lors de la première demi-heure, le PSG subit le pressing haut des Madrilènes, qui se créent plusieurs occasions par Cristiano Ronaldo et Karim Benzema. Contre le cours du jeu, le club parisien ouvre le score à la 33e minute avec une frappe du pied droit d'Adrien Rabiot. Le Real Madrid égalise peu avant la mi-temps sur un penalty transformé par CR7, à la suite d'une faute de Giovani Lo Celso sur Toni Kroos.

En seconde période, le Real maintient sa domination territoriale et poursuit son pressing. Malgré plusieurs occasions côté parisien, les joueurs de Zinédine Zidane reprennent l'avantage à la 83e minute minute à nouveau grâce à Cristiano Ronaldo, qui inscrit son deuxième but de la soirée. Trois minutes plus tard, Marcelo marque le troisième but après une action initiée par Marco Asensio, tout juste entré en jeu. Avec ce doublé, Cristiano Ronaldo atteint les 101 buts en Ligue des champions sous le maillot du Real Madrid.
| Match aller                                   | Real Madrid                                     | 3 - 1   | Paris Saint-Germain                                  | Stade Santiago-Bernabéu, Madrid | |
| Mercredi 14 février 2018 20 h 45 heure locale | Ronaldo 45e (pen.) 83e · ( Asensio) Marcelo 86e | (1 - 1) | 33e Rabiot                                           | Spectateurs : 78 158 · Arbitrage : Gianluca Rocchi · Arbitres assistants : · Elenito Di Liberatore · Mauro Tonolini · Photos du match · | Spectateurs : 78 158 · Arbitrage : Gianluca Rocchi · Arbitres assistants : · Elenito Di Liberatore · Mauro Tonolini · Photos du match · |
| Mercredi 14 février 2018 20 h 45 heure locale | Isco 32e · Nacho 78e                            | Rapport | 14e Neymar · 25e Lo Celso · 64e Rabiot · 90e Meunier | Spectateurs : 78 158 · Arbitrage : Gianluca Rocchi · Arbitres assistants : · Elenito Di Liberatore · Mauro Tonolini · Photos du match · | Spectateurs : 78 158 · Arbitrage : Gianluca Rocchi · Arbitres assistants : · Elenito Di Liberatore · Mauro Tonolini · Photos du match · |

Selon le buteur parisien Adrien Rabiot, la défaite est liée à un manque de réalisme offensif malgré les nombreuses occasions créées :

« Comme d’habitude, on a les occasions. On n’est pas assez réaliste. Quand on joue face à des équipes comme ça, ils ont deux ou trois occasions et voilà, ça finit au fond… Je suis déçu parce que on a fait le match qu’il fallait, et voilà, on prend ces buts à la fin. »

##### Match retour

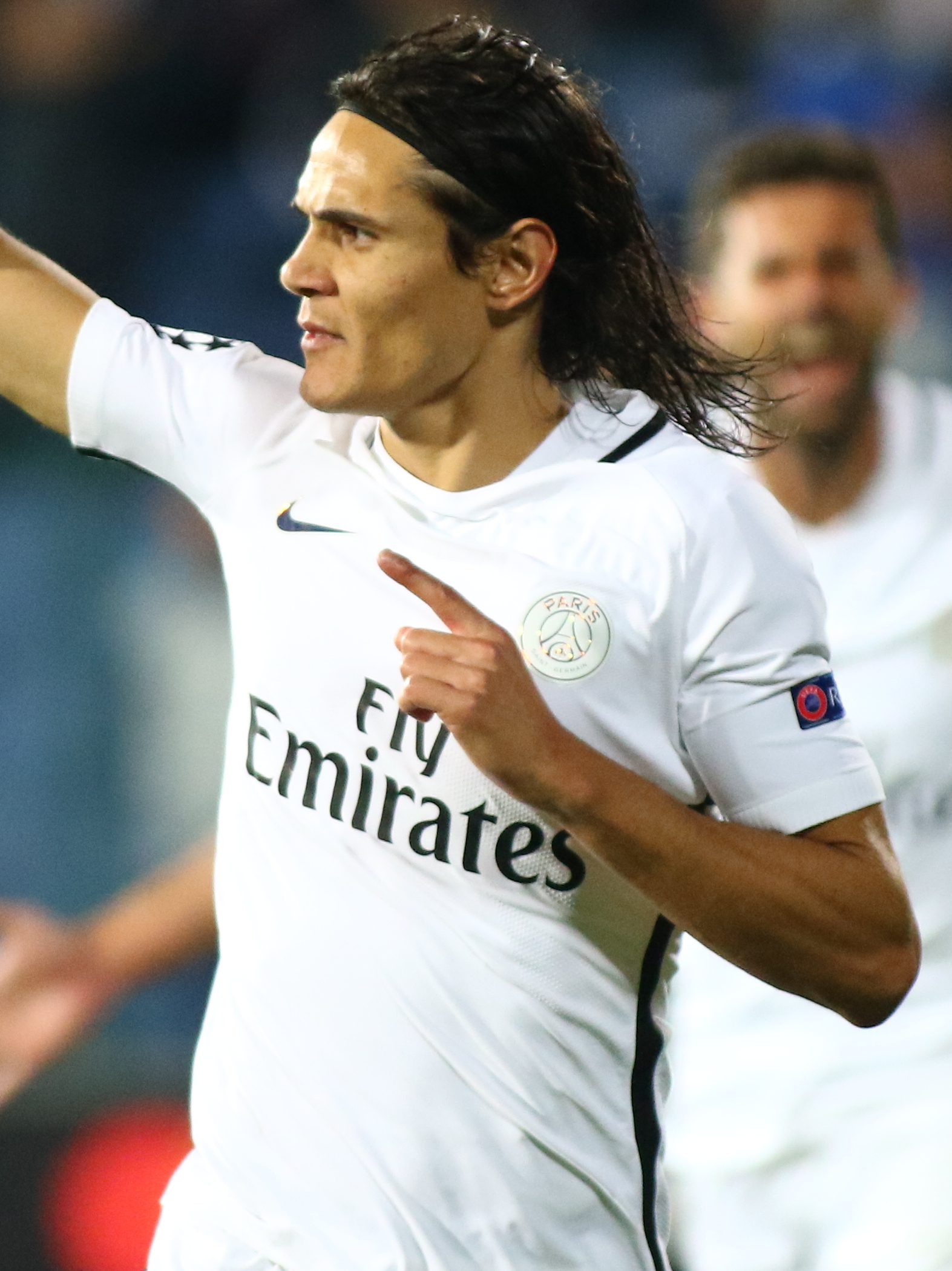
Edinson Cavani, unique buteur parisien lors du match retour.

Avant le match retour au Parc des Princes le 6 mars, les Madrilènes abordent la rencontre avec un avantage comptable, forts d’un succès 3-1 acquis au Santiago-Bernabéu.
Depuis la défaite à l’aller, les Parisiens ont su rebondir en inscrivant 13 buts en quatre matches, tout en éliminant l’Olympique de Marseille en Coupe de France sur le score de 3 buts à 0,. Leur solidité défensive se confirme également avec seulement deux buts encaissés sur la période, soit une moyenne de 0,5 but par match.
De son côté, le Real traverse une phase plutôt positive : malgré une défaite 1-0 surprise contre l’Espanyol de Barcelone, le club merengue reste performant avec 15 buts inscrits et six concédés.
Sur le plan tactique, Zidane opte pour un 4-2-2-2 inédit, avec un jeu axial, avec Marcelo et Asensio à gauche, Carvajal et Lucas Vázquez à droite, pendant que Kovačić et Casemiro verrouillent l’axe droit. Ronaldo et Benzema sont alignés en pointe, soutenus derrière par une défense centrale Ramos-Varane devant Keylor Navas.
En face, Unai Emery procède à quelques ajustements sur son 4-3-3 : Thiago Silva retrouve sa place en charnière centrale, Thiago Motta remplace Lo Celso, tandis qu’Ángel Di María occupe l’aile gauche en l’absence de Neymar, blessé.

Malgré un certain optimisme nourri après la défaite à l’aller, le Paris Saint-Germain s’incline 2 buts à 1 face à la Casa Blanca et quitte la Ligue des champions dès les huitièmes de finale. Si Edinson Cavani parvient à égaliser en seconde période, le but de Ronaldo puis celui de Casemiro enterrent définitivement les espoirs parisiens. L’expulsion de Marco Verratti et la prestation décevante de Thiago Motta symbolisent une équipe dépassée par l’événement.
| Match retour                           | Paris Saint-Germain            | 1 - 2   | Real Madrid                                      | Parc des Princes, Paris                                                                                                | |
| Mardi 6 mars 2018 20 h 45 heure locale | Cavani 71e                     | (0 - 0) | 51e Ronaldo (Vázquez ) · 80e Casemiro (Ronaldo ) | Spectateurs : 46 585 · Arbitrage : Felix Brych · Arbitres assistants : · Mark Borsch · Stefan Lupp · Photos du match · | Spectateurs : 46 585 · Arbitrage : Felix Brych · Arbitres assistants : · Mark Borsch · Stefan Lupp · Photos du match · |
| Mardi 6 mars 2018 20 h 45 heure locale | Verratti 20e, 66e · Cavani 84e | Rapport | 32e Kovačić · 78e Ramos                          | Spectateurs : 46 585 · Arbitrage : Felix Brych · Arbitres assistants : · Mark Borsch · Stefan Lupp · Photos du match · | Spectateurs : 46 585 · Arbitrage : Felix Brych · Arbitres assistants : · Mark Borsch · Stefan Lupp · Photos du match · |

#### Quarts de finale

##### Match aller

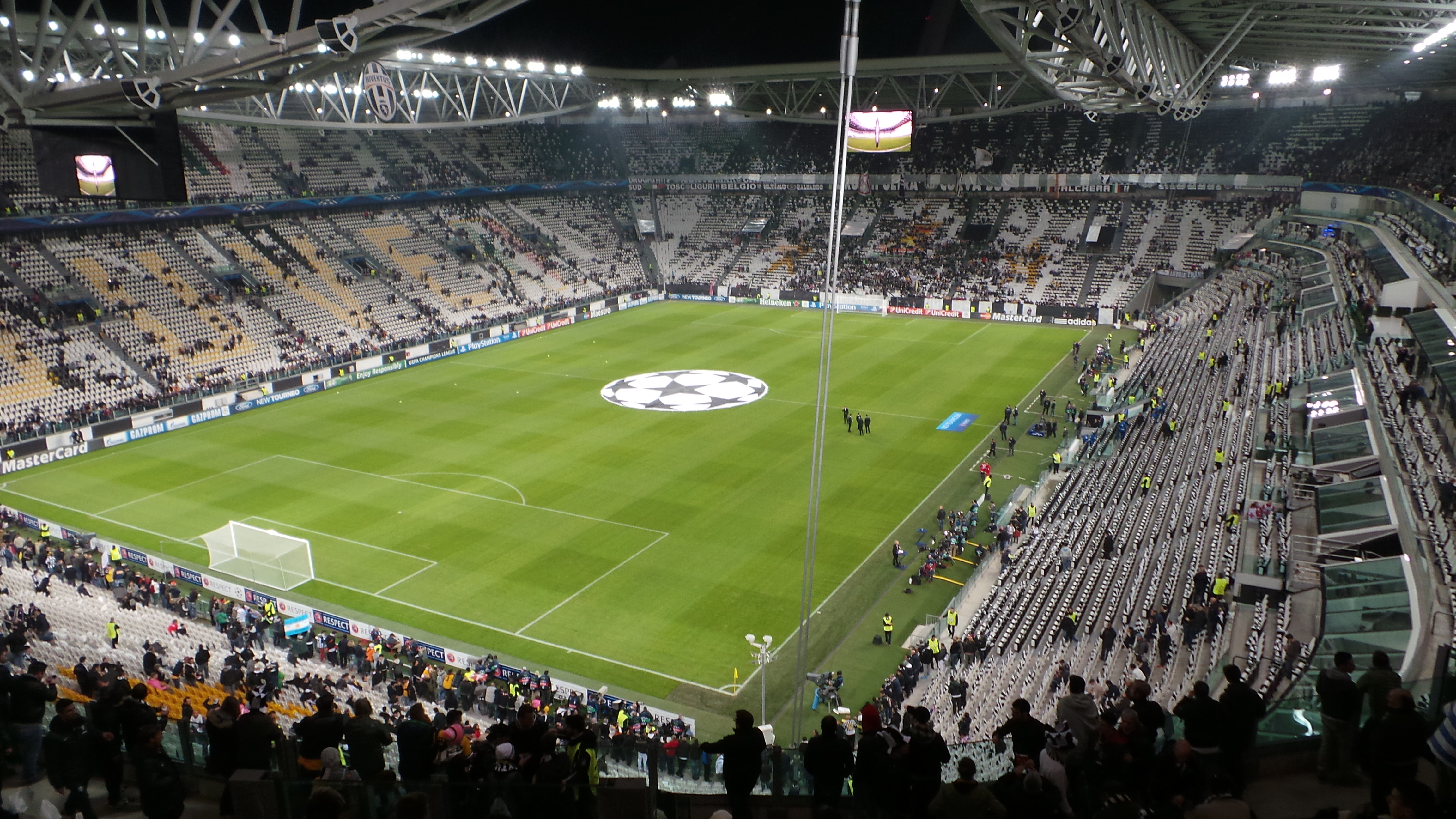
La pelouse du Juventus Stadium en 2013.

Après avoir éliminé le Paris Saint-Germain en huitièmes de finale, le Real Madrid affronte la Juventus lors des quarts de finale. Le club turinois s’est qualifié aux dépens de Tottenham Hotspur, grâce à deux buts de Gonzalo Higuaín et Paulo Dybala lors du match retour à Londres. À la veille du match aller contre les Merengues, la Juventus occupe la première place de la Serie A, avec quatre points d'avance sur le SSC Napoli à huit journées de la fin du championnat. Disposant d'une défense à quatre composée d’Alex Sandro, Giorgio Chiellini, Medhi Benatia et Andrea Barzagli, l'équipe turinoise ne concède qu’un seul but lors des quatre rencontres suivantes à l’issue de sa qualification,,,. En Serie A, la Juventus affiche une solidité défensive notable, avec seulement 16 buts encaissés en 30 journées (environ 0,5 buts encaissés par match), ce qui en fait, selon l’UEFA, la sixième meilleure défense européenne à ce stade, performance à laquelle contribue le gardien de but Gianluigi Buffon,.
Pour la rencontre au Juventus Stadium de Turin le 3 avril, Zinédine Zidane reconduit le système tactique en 4-2-2-2 employé lors du match retour contre Paris. Toni Kroos remplace Mateo Kovačić, tandis qu’Isco et Luka Modrić prennent la place de Marco Asensio et Lucas Vázquez. En attaque, Cristiano Ronaldo et Karim Benzema conservent leur position.
Côté italien, Massimiliano Allegri apporte une surprise en défense : Kwadwo Asamoah intègre le quatuor défensif à la place de Medhi Benatia. Alex Sandro est repositionné sur l’aile gauche de l’attaque, son rôle défensif étant assuré par Mattia De Sciglio. Le club turinois aligne également un 4-2-2-2, avec Sami Khedira et Rodrigo Bentancur au milieu, Douglas Costa sur l’aile droite, Alex Sandro à gauche, et Paulo Dybala associé à Gonzalo Higuaín en pointe.

En quête de revanche après sa défaite en finale de la saison précédente, la Juventus s'incline 3-0 face aux Madrilènes. Cristiano Ronaldo ouvre le score dès la troisième minute. Malgré une réaction de la Vieille Dame, celle-ci ne parvient pas à concrétiser ses occasions, malgré plusieurs situations dangereuses et un Keylor Navas dynamique. Paulo Dybala est expulsé en seconde période pour un second carton jaune. Madrid creuse l’écart avec un retourné acrobatique de CR7 à la 64e minute, bicyclette qui sera désignée plus beau but de la Ligue des champions cette saison-là,,. Marcelo scelle le score un peu plus tard, à la 72e minute.
| Match aller                             | Juventus FC                    | 0 - 3   | Real Madrid                                                           | Juventus Stadium, Turin | |
| Mardi 3 avril 2018 20 h 45 heure locale |                                | (0 - 1) | 3e Ronaldo (Isco ) · 64e Ronaldo (Carvajal ) · 72e Marcelo (Ronaldo ) | Spectateurs : 40 849 · Arbitrage : Cüneyt Çakır · Arbitres assistants : · Bahattin Duran · Tarik Ongun · Photos du match · | Spectateurs : 40 849 · Arbitrage : Cüneyt Çakır · Arbitres assistants : · Bahattin Duran · Tarik Ongun · Photos du match · |
| Mardi 3 avril 2018 20 h 45 heure locale | Bentacur 26e · Dybala 45e, 66e | Rapport | 55e Ramos · 88e Kovačić                                               | Spectateurs : 40 849 · Arbitrage : Cüneyt Çakır · Arbitres assistants : · Bahattin Duran · Tarik Ongun · Photos du match · | Spectateurs : 40 849 · Arbitrage : Cüneyt Çakır · Arbitres assistants : · Bahattin Duran · Tarik Ongun · Photos du match · |

##### Match retour

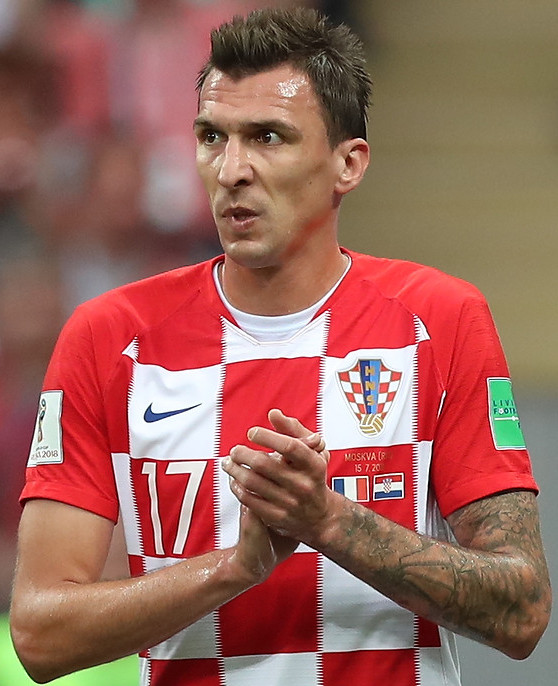
L'attaquant croate Mario Mandžukić marquera deux buts de la tête aux Madrilènes lors du match retour.

Avec une avance de trois buts obtenue au match aller, le Real Madrid aborde sereinement le quart de finale retour face à la Juventus au Santiago-Bernabéu, qui se tient le 11 avril. Toutefois, les Madrilènes restent sur un match nul en Liga face à l’Atlético de Madrid (1-1), et pointent à la quatrième place du championnat avec un retard de 15 points sur le FC Barcelone, en tête. Pour cette rencontre, Zinédine Zidane reconduit une nouvelle fois son schéma en 4-2-2-2 avec Gareth Bale titularisé en pointe à la place de Karim Benzema, tandis que Jesús Vallejo remplace le capitaine Sergio Ramos, suspendu. En face, la Juventus évolue en 4-3-3 avec une défense composée d’Alex Sandro, Giorgio Chiellini, Medhi Benatia et Mattia De Sciglio, un milieu inédit avec Blaise Matuidi, Miralem Pjanić et Sami Khedira, et un trio offensif Mandžukić-Higuaín-Douglas Costa.
Dès les premières minutes, la Juventus impose un rythme élevé et parvient à réduire l'écart très tôt dans la partie grâce à un but de Mario Mandžukić de la tête (2e minute). Le Croate double la mise à la 37e minute, également de la tête. Le Real Madrid, de son côté, se crée plusieurs occasions, mais sans les concrétiser. À l’heure de jeu, une erreur de Keylor Navas permet à Blaise Matuidi d'inscrire le troisième but italien (61e minute), remettant les deux équipes à égalité parfaite sur l’ensemble des deux matches. En réaction, Zidane effectue deux changements à la pause en faisant entrer Marco Asensio et Lucas Vázquez, mais le Real peine à reprendre le contrôle du match.

C’est finalement dans le temps additionnel que le match bascule : Lucas Vázquez obtient un penalty après un contact avec Medhi Benatia dans la surface de réparation. Cristiano Ronaldo transforme la tentative à la 90+8e minute et scelle au dernier instant la qualification de la Casa Blanca pour les demi-finales.
| Match retour                                | Real Madrid                                | 1 - 3   | Juventus FC                                                                                         | Stade Santiago-Bernabéu, Madrid                                                                                             | |
| Mercredi 11 avril 2018 20 h 45 heure locale | Ronaldo 90+8e (pen.)                       | (0 - 2) | 2e Mandžukić (Khedira ) · 37e Mandžukić (Lichtsteiner ) · 61e Matuidi                               | Spectateurs : 75 796 · Arbitrage : Michael Oliver · Arbitres assistants : · Stuart Burt · Simon Bennett · Photos du match · | Spectateurs : 75 796 · Arbitrage : Michael Oliver · Arbitres assistants : · Stuart Burt · Simon Bennett · Photos du match · |
| Mercredi 11 avril 2018 20 h 45 heure locale | Carvajal 22e · Marcelo 81e · Ronaldo 90+9e | Rapport | 17e Pjanić · 29e Mandžukić · 36e Lichtsteiner · 67e Sandro · 73e Costa · 90e Benatia · 90+3e Buffon | Spectateurs : 75 796 · Arbitrage : Michael Oliver · Arbitres assistants : · Stuart Burt · Simon Bennett · Photos du match · | Spectateurs : 75 796 · Arbitrage : Michael Oliver · Arbitres assistants : · Stuart Burt · Simon Bennett · Photos du match · |

#### Demi-finales

##### Match aller

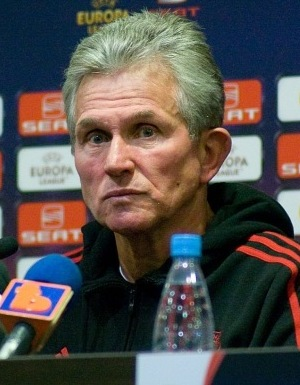
Jupp Heynckes en 2011.

Pour la treizième fois de son histoire, le Real Madrid atteint les demi-finales de la Ligue des champions. Les Merengues retrouvent à ce stade de la compétition le Bayern Munich, quintuple vainqueur de l’épreuve et quart de finaliste la saison précédente. Le club bavarois s’est qualifié après avoir facilement éliminé le Beşiktaş JK (8-1 au cumul) en huitièmes de finale, puis le FC Séville en quarts (2-1 sur l’ensemble des deux rencontres). Leader incontesté de la Bundesliga avec 78 points, soit 22 de plus que Schalke 04 à cinq journées de la fin, le Bayern aborde cette rencontre par un secteur offensif prolifique et une défense solide : 18 buts inscrits et seulement 4 encaissés lors de leurs cinq dernières rencontres.
Le Real Madrid, de son côté, troisième en Liga avec 15 points de retard sur le FC Barcelone, vient d'enchaîner une victoire contre le Málaga CF (2-1) et un nul contre l'Athletic Club (1-1), compromettant leurs chances de titre. Après avoir frôlé les prolongations face à la Juventus en quart de finale retour, les Madrilènes abordent cette demi-finale avec une certaine prudence. Le match aller est programmé le 25 avril 2018 à l’Allianz Arena de Munich.
Pour cette rencontre, Zinédine Zidane reconduit son schéma habituel en 4-3-3 avec peu de changements par rapport aux tours précédents. Après les trois buts encaissés contre la Juve en l'absence de Sergio Ramos, ce dernier effectue son retour en défense centrale, tandis que le milieu de terrain est occupé par le trio Toni Kroos-Casemiro-Luka Modrić. En attaque, Isco, Cristiano Ronaldo et Lucas Vázquez sont titularisés. En face, Jupp Heynckes aligne un 4-2-3-1 avec Rafinha, Jérôme Boateng, Mats Hummels et Joshua Kimmich en défense, un double pivot composé de Javi Martínez et James Rodríguez, et un trio offensif animé par Arjen Robben, Thomas Müller et Franck Ribéry, derrière l’attaquant Robert Lewandowski.

Menés après l’ouverture du score de Joshua Kimmich à la 28e minute, les Madrilènes recollent juste avant la pause grâce à Marcelo (44e miute), avant de profiter d’une erreur de relance de Rafinha pour voir Marco Asensio inscrire le but de la victoire (57e minute). Malgré la domination du Bayern, porté par Franck Ribéry, les Bavarois manquent d'efficacité et subissent les blessures précoces de Robben et Boateng. Le Real remporte ainsi une troisième victoire consécutive à l’Allianz Arena en Ligue des champions.
| Match aller                                 | Bayern Munich              | 1 - 2   | Real Madrid                                      | Allianz Arena, Munich | |
| Mercredi 25 avril 2018 20 h 45 heure locale | ( Rodríguez) Kimmich 28e   | (1 - 1) | 44e Marcelo (Carvajal ) · 57e Asensio (Vázquez ) | Spectateurs : environ 70 000 · Arbitrage : Björn Kuipers · Arbitres assistants : · Sander van Roekel · Erwin Zeinstra · Photos du match · | Spectateurs : environ 70 000 · Arbitrage : Björn Kuipers · Arbitres assistants : · Sander van Roekel · Erwin Zeinstra · Photos du match · |
| Mercredi 25 avril 2018 20 h 45 heure locale | Ribéry 52e · Alcántara 89e | Rapport | 78e Casemiro                                     | Spectateurs : environ 70 000 · Arbitrage : Björn Kuipers · Arbitres assistants : · Sander van Roekel · Erwin Zeinstra · Photos du match · | Spectateurs : environ 70 000 · Arbitrage : Björn Kuipers · Arbitres assistants : · Sander van Roekel · Erwin Zeinstra · Photos du match · |

##### Match retour
Si le Real Madrid aborde cette demi-finale retour avec un léger avantage après sa victoire 2-1 à l’aller à l’Allianz Arena, la qualification est encore loin d’être acquise. Les Madrilènes accueille le Bayern Munich le 1er mai au stade Santiago-Bernabéu, à l’occasion de leur dixième confrontation dans l’histoire des deux clubs. Malgré le succès à Munich, les hommes de Zinédine Zidane peinent à rebondir haut la main, s’imposant difficilement 2-1 face au CD Leganés en Liga. Toutefois, les Bavarois, eux, réagissent avec autorité en Bundesliga en remportant une victoire contre l’Eintracht Francfort sur le score de 4 buts à 1.
Le match débute mal pour la Casa Blanca, évoluant en 4-2-2-2. Dès la 3e minute, Joshua Kimmich ouvre le score pour le Bayern Munich après une erreur de Sergio Ramos, exploitant une passe incisive de Franck Ribéry. Une fois de plus, Madrid concède l’ouverture du score, mais réagit rapidement. À la 11e minute, Karim Benzema égalise de la tête à la conclusion d'une séquence collective de 28 passes. Le reste de la première période est équilibré, ponctué par plusieurs occasions notables, dont une main litigieuse de Marcelo dans la surface en fin de première mi-temps, non sanctionnée par l’arbitre,.

Dès la reprise, les Madrilènes prennent l’avantage sur une erreur de Sven Ulreich, le gardien munichois, qui laisse Benzema marquer son doublé dans le but vide. Malgré ce coup dur, le Bayern repart à l’attaque et est récompensé à la 63e minute grâce à James Rodríguez. Les Munichois multiplient les offensives en fin de match, sans succès. Cristiano Ronaldo ne parvient pas à marquer lors de cette double confrontation, une rareté cette saison. Le Real Madrid se qualifie pour une troisième finale consécutive.
| Match retour                            | Real Madrid                                          | 2 - 2   | Bayern Munich                         | Stade Santiago-Bernabéu, Madrid                                                                                            | |
| Mardi 1er mai 2018 20 h 45 heure locale | ( Marcelo) Benzema 11e · Benzema 46e                 | (1 - 1) | 3e Kimmich (Tolisso ) · 63e Rodríguez | Spectateurs : 77 459 · Arbitrage : Cüneyt Çakır · Arbitres assistants : · Bahattin Duran · Tarik Ongun · Photos du match · | Spectateurs : 77 459 · Arbitrage : Cüneyt Çakır · Arbitres assistants : · Bahattin Duran · Tarik Ongun · Photos du match · |
| Mardi 1er mai 2018 20 h 45 heure locale | Modrić 62e · Vázquez 65e · Varane 88e · Casemiro 89e | Rapport |                                       | Spectateurs : 77 459 · Arbitrage : Cüneyt Çakır · Arbitres assistants : · Bahattin Duran · Tarik Ongun · Photos du match · | Spectateurs : 77 459 · Arbitrage : Cüneyt Çakır · Arbitres assistants : · Bahattin Duran · Tarik Ongun · Photos du match · |

### Finale
Le Real Madrid s’apprête à disputer la seizième finale de Ligue des champions de son histoire, après des participations en 1956, 1957, 1958, 1959, 1960, 1962, 1964, 1966, 1981, 1998, 2000, 2002, 2014, 2016 et 2017,. Le club madrilène, tenant du titre et déjà sacré à douze reprises, pourrait devenir le premier club depuis 1976 à remporter la compétition trois années consécutives. Face à lui, le Liverpool FC, qui retrouve la finale pour la huitième fois après celles de 1977, 1978, 1981, 1984, 1985, 2005 et 2007, atteint la finale après parcours offensif notable : 5-0 au cumul contre le FC Porto en huitièmes de finale, 5-1 face à Manchester City en quarts, et une qualification in extremis contre l’AS Roma en demi-finales (7-6 au total),.

#### Avant-match

##### Stade
Pour un article plus général, voir Stade olympique de Kiev.

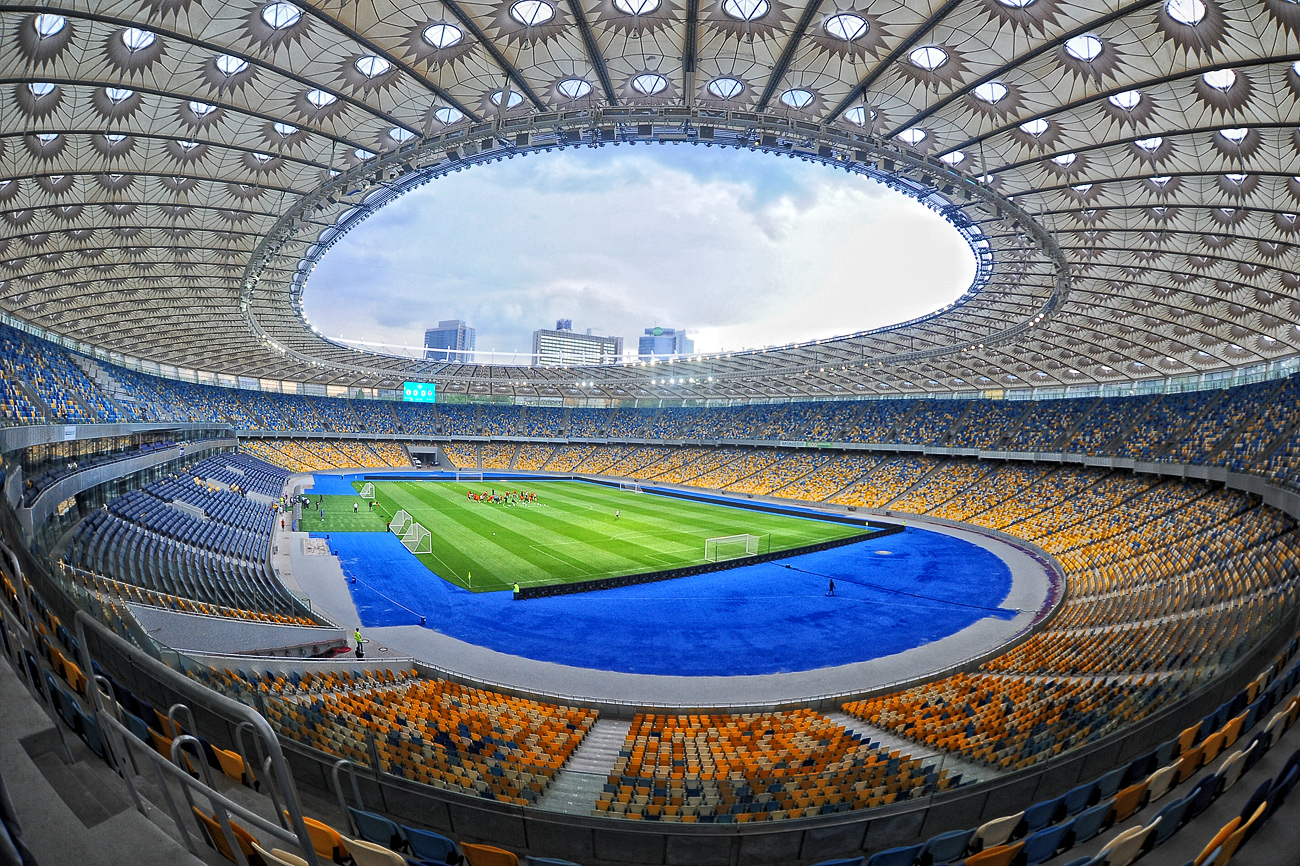
Le stade olympique de Kiev, lieu de la finale.

La finale se tient au stade olympique de Kiev, officiellement appelé Complexe sportif national Olimpiyskyi, situé en plein cœur de la capitale ukrainienne,. Il s'agit du plus grand stade du pays, avec une capacité d’environ 70 050 places. Inauguré en 1923, il connaît plusieurs rénovations majeures, dont la plus importante qui eut lieu entre 2008 et 2011, en vue de l’Euro 2012. À cette occasion, le stade est modernisé pour répondre aux normes de l’UEFA, avec un toit couvrant l’ensemble des tribunes, des installations de haut niveau pour les médias, les joueurs et le public, ainsi qu’une structure architecturale contemporaine signée par le cabinet allemand Gerkan, Marg und Partner.
Il accueille notamment la finale de l'Euro en 2012. Le stade est également équipé pour accueillir des compétitions d’athlétisme grâce à sa piste autour du terrain, ce qui en fait un stade multifonction. En outre, le stade olympique de Kiev est facilement accessible via les stations de métro Olimpiiska et Palats sportou.

##### Arbitrage

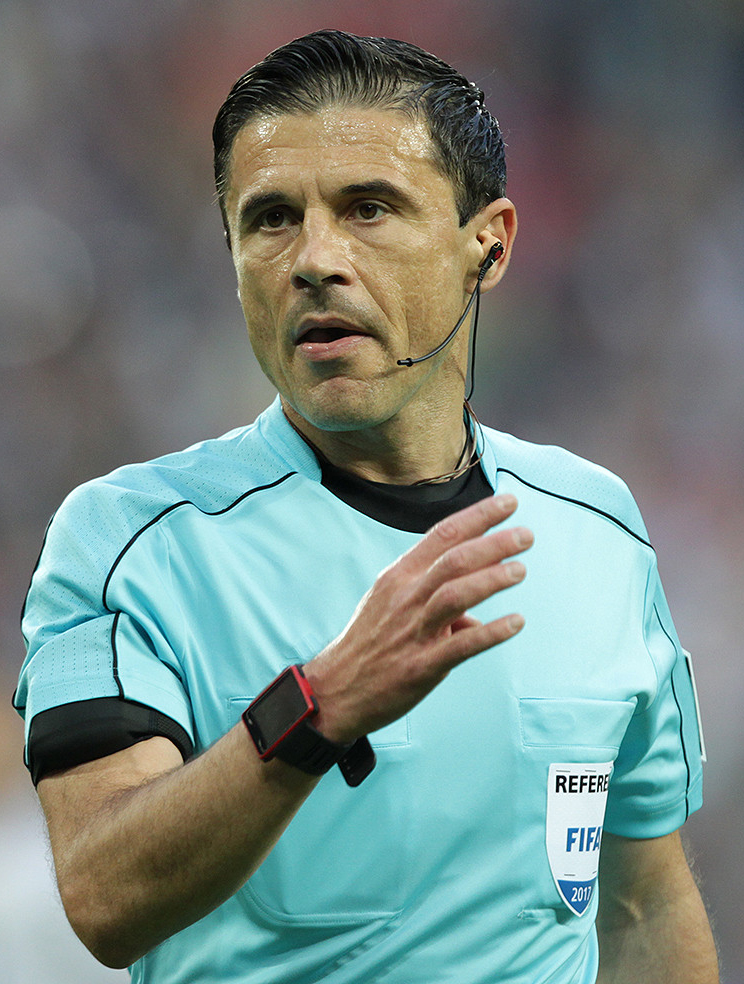
L'arbitre serbe Milorad Mažić en 2017.

L’arbitre principal de la finale est le serbe Milorad Mažić, désigné le 7 mai 2018 par le comité des arbitres de l’UEFA. International depuis 2009 et membre du groupe arbitral élite de l’UEFA depuis 2013, il dirige son premier match au-delà des quarts de finale en C1, après avoir officié notamment la finale de la Coupe des confédérations 2017 et la Supercoupe de l'UEFA 2016. Avant cela, il avait fait carrière comme arbitre dans le championnat serbe depuis 1996 en succédant à une carrière de joueur interrompue par des blessures.
Il est assisté par deux compatriotes, Milovan Ristić et Dalibor Đurđević, ces derniers ayant été désignés arbitres assistants pour cette rencontre. L'arbitre français Clément Turpin est nommé quatrième arbitre de la finale.

#### Match

##### Première période
Le match débute le 26 mai 2018 à 20 h 45 heure locale. La finale débute sur un rythme élevé, avec une domination de Liverpool dans les premières minutes. Portés par un pressing haut, les Liverpuldiens de Jürgen Klopp alignés en 4-3-3 empêchent le Real Madrid de construire proprement, se créant plusieurs occasions franches dans les premières vingt-cinq minutes. L'attaquant égyptien Mohamed Salah se montre particulièrement offensif sur l’aile droite. Mais l’élan des Reds est brisé à la 30e minute lorsque Salah, blessé à l’épaule après un duel avec Sergio Ramos, est contraint de quitter le terrain. Cette perte affaiblit Liverpool, qui perd son principal atout offensif. Dans les dernières minutes de la première période, le Real Madrid reprend le contrôle du jeu et se montre plus offensif, sans toutefois concrétiser ses occasions.

##### Seconde période
Peu après le retour des vestiaires, à la 51e minute, Karim Benzema ouvre le score en interceptant une relance à la main du gardien de but Loris Karius,. Liverpool réagit rapidement grâce à Sadio Mané, à la réception d’un corner repris de la tête par Dejan Lovren (55e minute). Mais l’équilibre est de courte durée. À la 64e minute, Gareth Bale, entré en jeu trois minutes plus tôt, inscrit un but en retourné acrobatique sur un centre de Marcelo, redonnant l’avantage aux Madrilènes,. Le Gallois scelle la victoire à la 83e minute, profitant d’une nouvelle erreur de Karius sur une frappe lointaine. Liverpool ne parvient pas à revenir, et Milorad Mažić siffle la fin du match après quatre minutes de temps additionnel.
| Real Madrid ·   |                   |     |
| Titulaires :    |                   |     |
|                 |                   |     |
| 01              | Keylor Navas      |     |
| 02              | Dani Carvajal     | 37e |
| 04              | Sergio Ramos      |     |
| 05              | Raphaël Varane    |     |
| 12              | Marcelo           |     |
| 14              | Casemiro          |     |
| 08              | Toni Kroos        |     |
| 19              | Luka Modrić       |     |
| 22              | Isco              | 61e |
| 09              | Karim Benzema     | 89e |
| 07              | Cristiano Ronaldo |     |
|                 |                   |     |
| Remplaçants :   |                   |     |
| 13              | Kiko Casilla      |     |
| 06              | Nacho             | 37e |
| 011             | Gareth Bale       | 61e |
| 15              | Théo Hernandez    |     |
| 17              | Lucas Vázquez     |     |
| 20              | Marco Asensio     | 89e |
| 23              | Mateo Kovačić     |     |
|                 |                   |     |
| Entraîneur :    |                   |     |
| Zinédine Zidane |                   |     |

| Liverpool FC · |                        |     |
| Titulaires :   |                        |     |
|                |                        |     |
| 01             | Loris Karius           |     |
| 66             | Trent Alexander-Arnold |     |
| 06             | Dejan Lovren           |     |
| 04             | Virgil van Dijk        |     |
| 26             | Andrew Robertson       |     |
| 07             | James Milner           | 83e |
| 14             | Jordan Henderson       |     |
| 05             | Georginio Wijnaldum    |     |
| 011            | Mohamed Salah          | 31e |
| 09             | Roberto Firmino        |     |
| 19             | Sadio Mané 82e         |     |
|                |                        |     |
| Remplaçants :  |                        |     |
| 22             | Simon Mignolet         |     |
| 02             | Nathaniel Clyne        |     |
| 17             | Ragnar Klavan          |     |
| 18             | Alberto Moreno         |     |
| 20             | Adam Lallana           | 31e |
| 23             | Emre Can               | 83e |
| 29             | Dominic Solanke        |     |
|                |                        |     |
| Entraîneur :   |                        |     |
| Jürgen Klopp   |                        |     |

| Real Madrid ·   |                   |     |
| Titulaires :    |                   |     |
|                 |                   |     |
| 01              | Keylor Navas      |     |
| 02              | Dani Carvajal     | 37e |
| 04              | Sergio Ramos      |     |
| 05              | Raphaël Varane    |     |
| 12              | Marcelo           |     |
| 14              | Casemiro          |     |
| 08              | Toni Kroos        |     |
| 19              | Luka Modrić       |     |
| 22              | Isco              | 61e |
| 09              | Karim Benzema     | 89e |
| 07              | Cristiano Ronaldo |     |
|                 |                   |     |
| Remplaçants :   |                   |     |
| 13              | Kiko Casilla      |     |
| 06              | Nacho             | 37e |
| 011             | Gareth Bale       | 61e |
| 15              | Théo Hernandez    |     |
| 17              | Lucas Vázquez     |     |
| 20              | Marco Asensio     | 89e |
| 23              | Mateo Kovačić     |     |
|                 |                   |     |
| Entraîneur :    |                   |     |
| Zinédine Zidane |                   |     |

| Liverpool FC · |                        |     |
| Titulaires :   |                        |     |
|                |                        |     |
| 01             | Loris Karius           |     |
| 66             | Trent Alexander-Arnold |     |
| 06             | Dejan Lovren           |     |
| 04             | Virgil van Dijk        |     |
| 26             | Andrew Robertson       |     |
| 07             | James Milner           | 83e |
| 14             | Jordan Henderson       |     |
| 05             | Georginio Wijnaldum    |     |
| 011            | Mohamed Salah          | 31e |
| 09             | Roberto Firmino        |     |
| 19             | Sadio Mané 82e         |     |
|                |                        |     |
| Remplaçants :  |                        |     |
| 22             | Simon Mignolet         |     |
| 02             | Nathaniel Clyne        |     |
| 17             | Ragnar Klavan          |     |
| 18             | Alberto Moreno         |     |
| 20             | Adam Lallana           | 31e |
| 23             | Emre Can               | 83e |
| 29             | Dominic Solanke        |     |
|                |                        |     |
| Entraîneur :   |                        |     |
| Jürgen Klopp   |                        |     |

### Bilan final
Le Real Madrid clôt sa campagne européenne par un troisième sacre consécutif en Ligue des champions.
Sur les 13 matchs disputés, le club espagnol enregistre 9 victoires, 2 matchs nuls et 2 défaites. L’équipe inscrit 33 buts, soit une moyenne de 2,5 buts par match, ce qui reflète la force de l'attaque Madrilène.
À titre individuel, Cristiano Ronaldo termine meilleur buteur de la compétition avec 15 réalisations, malgré une fin de parcours plus discrète. Sur le plan défensif, le Real concède 16 buts sur l’ensemble de la compétition, soit une moyenne de 1,2 but encaissé par rencontre, un chiffre relativement élevé mais compensé par sa capacité offensive.
Enfin, sur le plan financier, la Casa Blanca s’impose également. Grâce à son parcours jusqu’au titre, le Real Madrid perçoit environ 88 milions d'euros issus de la répartition des revenus de l’UEFA, incluant les primes de performance, et les droits télévisés.

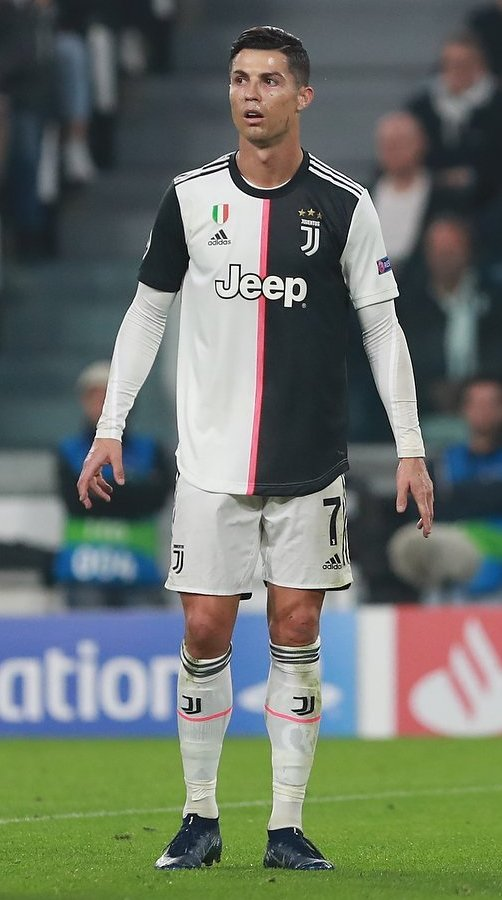
Cristiano Ronaldo, transféré à la Juventus le 10 juillet, portant les couleurs Bianconeri.

## Statistiques

### Statistiques collectives
T = Tenant du titre.
| Compétition                | Débute au tour   | Termine       | Matches joués | Gagnés | Nuls | Perdus | Buts pour | Buts contre | Différence |
| -------------------------- | ---------------- | ------------- | ------------- | ------ | ---- | ------ | --------- | ----------- | ---------- |
| Liga Santander T           | 1re Journée      | 3e place      | 38            | 22     | 10   | 6      | 94        | 44          | +50        |
| Coupe du Roi               | 1/16 de finale   | 1/4 de finale | 6             | 3      | 2    | 1      | 11        | 6           | +5         |
| Ligue des champions T      | Phase de groupes | Vainqueur     | 13            | 9      | 2    | 2      | 33        | 16          | +17        |
| Supercoupe d'Espagne       | Finale           | Vainqueur     | 2             | 2      | 0    | 0      | 5         | 1           | +4         |
| Supercoupe de l'UEFA T     | Finale           | Vainqueur     | 1             | 1      | 0    | 0      | 2         | 1           | +1         |
| Coupe du monde des clubs T | 1/2 finale       | Vainqueur     | 2             | 2      | 0    | 0      | 3         | 1           | +2         |
| Total                      | Total            | Total         | 62            | 39     | 14   | 9      | 148       | 69          | +79        |

### Statistiques individuelles
(Mis à jour le 26 mai 2018)
| N° | Nat. | Nom               | Liga Santander | Liga Santander | Liga Santander | Ligue des champions | Ligue des champions | Ligue des champions | Coupe du Roi | Coupe du Roi | Coupe du Roi   | Supercoupe d'Espagne | Supercoupe d'Espagne | Supercoupe d'Espagne | Supercoupe de l'UEFA | Supercoupe de l'UEFA | Supercoupe de l'UEFA | Coupe du monde des clubs | Coupe du monde des clubs | Coupe du monde des clubs | Total | Total       | Total          |
| N° | Nat. | Nom               | M.j.           | But inscrit    | Passe décisive | M.j.                | But inscrit         | Passe décisive      | M.j.         | But inscrit  | Passe décisive | M.j.                 | But inscrit          | Passe décisive       | M.j.                 | But inscrit          | Passe décisive       | M.j.                     | But inscrit              | Passe décisive           | M.j.  | But inscrit | Passe décisive |
| -- | ---- | ----------------- | -------------- | -------------- | -------------- | ------------------- | ------------------- | ------------------- | ------------ | ------------ | -------------- | -------------------- | -------------------- | -------------------- | -------------------- | -------------------- | -------------------- | ------------------------ | ------------------------ | ------------------------ | ----- | ----------- | -------------- |
| 1  |      | Keylor Navas      | 27             | -31            | 0              | 11                  | -13                 | 0                   | 1            | -2           | 0              | 2                    | -1                   | 0                    | 1                    | -1                   | 0                    | 2                        | -1                       | 0                        | 43    | -49         | 0              |
| 2  |      | Daniel Carvajal   | 25             | 0              | 2              | 7                   | 0                   | 3                   | 4            | 0            | 1              | 2                    | 0                    | 0                    | 1                    | 0                    | 1                    | 1                        | 0                        | 0                        | 40    | 0           | 7              |
| 3  |      | Jesús Vallejo     | 7              | 0              | 0              | 1                   | 0                   | 0                   | 4            | 0            | 0              | 0                    | 0                    | 0                    | 0                    | 0                    | 0                    | 0                        | 0                        | 0                        | 12    | 0           | 0              |
| 4  |      | Sergio Ramos      | 26             | 4              | 1              | 11                  | 1                   | 0                   | 1            | 0            | 0              | 2                    | 0                    | 0                    | 1                    | 0                    | 0                    | 1                        | 0                        | 0                        | 42    | 5           | 1              |
| 5  |      | Raphael Varane    | 27             | 0              | 1              | 11                  | 0                   | 0                   | 1            | 0            | 0              | 2                    | 0                    | 0                    | 1                    | 0                    | 0                    | 2                        | 0                        | 0                        | 44    | 0           | 1              |
| 6  |      | Nacho             | 27             | 3              | 0              | 8                   | 0                   | 0                   | 6            | 0            | 0              | 0                    | 0                    | 0                    | 0                    | 0                    | 0                    | 1                        | 0                        | 0                        | 42    | 3           | 0              |
| 7  |      | Cristiano Ronaldo | 27             | 26             | 5              | 13                  | 15                  | 3                   | 0            | 0            | 0              | 1                    | 1                    | 0                    | 1                    | 0                    | 0                    | 2                        | 2                        | 0                        | 44    | 44          | 8              |
| 8  |      | Toni Kroos        | 27             | 5              | 7              | 12                  | 0                   | 1                   | 0            | 0            | 0              | 2                    | 0                    | 0                    | 1                    | 0                    | 0                    | 1                        | 0                        | 0                        | 43    | 5           | 8              |
| 9  |      | Karim Benzema     | 32             | 5              | 10             | 9                   | 5                   | 1                   | 1            | 1            | 0              | 2                    | 1                    | 0                    | 1                    | 0                    | 0                    | 2                        | 0                        | 0                        | 47    | 12          | 11             |
| 10 |      | Luka Modrić       | 26             | 1              | 6              | 11                  | 1                   | 1                   | 2            | 0            | 0              | 1                    | 0                    | 0                    | 1                    | 0                    | 0                    | 2                        | 0                        | 1                        | 43    | 2           | 8              |
| 11 |      | Gareth Bale       | 26             | 16             | 2              | 7                   | 3                   | 2                   | 2            | 1            | 1              | 1                    | 0                    | 0                    | 1                    | 0                    | 1                    | 2                        | 1                        | 0                        | 39    | 21          | 6              |
| 12 |      | Marcelo           | 28             | 2              | 6              | 11                  | 2                   | 5                   | 0            | 0            | 0              | 2                    | 0                    | 1                    | 1                    | 0                    | 0                    | 2                        | 0                        | 0                        | 44    | 4           | 12             |
| 13 |      | Kiko Casilla      | 10             | -10            | 0              | 2                   | -3                  | 0                   | 5            | -4           | 0              | 0                    | 0                    | 0                    | 0                    | 0                    | 0                    | 0                        | 0                        | 0                        | 17    | -17         | 0              |
| 14 |      | Casemiro          | 30             | 5              | 3              | 12                  | 1                   | 0                   | 1            | 0            | 0              | 2                    | 0                    | 0                    | 1                    | 1                    | 0                    | 2                        | 0                        | 0                        | 48    | 7           | 3              |
| 15 |      | Théo Hernandez    | 13             | 0              | 0              | 3                   | 0                   | 1                   | 6            | 0            | 1              | 1                    | 0                    | 0                    | 0                    | 0                    | 0                    | 0                        | 0                        | 0                        | 23    | 0           | 2              |
| 17 |      | Lucas Vázquez     | 33             | 4              | 7              | 10                  | 1                   | 3                   | 5            | 3            | 1              | 2                    | 0                    | 1                    | 1                    | 0                    | 0                    | 2                        | 0                        | 1                        | 53    | 8           | 13             |
| 18 |      | Marcos Llorente   | 13             | 0              | 0              | 1                   | 0                   | 0                   | 6            | 0            | 0              | 0                    | 0                    | 0                    | 0                    | 0                    | 0                    | 0                        | 0                        | 0                        | 20    | 0           | 0              |
| 19 |      | Achraf Hakimi     | 9              | 2              | 0              | 2                   | 0                   | 0                   | 4            | 0            | 1              | 0                    | 0                    | 0                    | 0                    | 0                    | 0                    | 1                        | 0                        | 0                        | 16    | 2           | 1              |
| 20 |      | Marco Asensio     | 32             | 6              | 6              | 12                  | 1                   | 2                   | 5            | 2            | 0              | 2                    | 2                    | 0                    | 1                    | 0                    | 0                    | 1                        | 0                        | 0                        | 53    | 11          | 8              |
| 21 |      | Borja Mayoral     | 14             | 3              | 1              | 4                   | 1                   | 1                   | 6            | 3            | 1              | 0                    | 0                    | 0                    | 0                    | 0                    | 0                    | 0                        | 0                        | 0                        | 24    | 7           | 3              |
| 22 |      | Isco              | 30             | 7              | 7              | 11                  | 0                   | 2                   | 4            | 1            | 0              | 1                    | 0                    | 1                    | 1                    | 1                    | 0                    | 2                        | 0                        | 0                        | 49    | 9           | 10             |
| 23 |      | Mateo Kovačić     | 21             | 0              | 1              | 7                   | 0                   | 1                   | 5            | 0            | 0              | 2                    | 0                    | 0                    | 0                    | 0                    | 0                    | 1                        | 0                        | 0                        | 36    | 0           | 2              |
| 24 |      | Dani Ceballos     | 12             | 2              | 0              | 4                   | 0                   | 0                   | 5            | 0            | 0              | 1                    | 0                    | 0                    | 0                    | 0                    | 0                    | 0                        | 0                        | 0                        | 23    | 2           | 0              |
| 30 |      | Luca Zidane       | 1              | 0              | 0              | 0                   | 0                   | 0                   | 0            | 0            | 0              | 0                    | 0                    | 0                    | 0                    | 0                    | 0                    | 0                        | 0                        | 0                        | 1     | 0           | 0              |

### Discipline
| Numéro | Nom               | Liga Santander | Liga Santander | Ligue des champions | Ligue des champions | Coupe du Roi | Coupe du Roi | Supercoupe d'Espagne | Supercoupe d'Espagne | Supercoupe de l'UEFA | Supercoupe de l'UEFA | Coupe du monde des clubs | Coupe du monde des clubs | Total  | Total        |
| Numéro | Nom               | Averti         | Carton rouge   | Averti              | Carton rouge        | Averti       | Carton rouge | Averti               | Carton rouge         | Averti               | Carton rouge         | Averti                   | Carton rouge             | Averti | Carton rouge |
| ------ | ----------------- | -------------- | -------------- | ------------------- | ------------------- | ------------ | ------------ | -------------------- | -------------------- | -------------------- | -------------------- | ------------------------ | ------------------------ | ------ | ------------ |
| 7      | Cristiano Ronaldo | 1              | 0              | 2                   | 0                   | 0            | 0            | 2                    | 1                    | 0                    | 0                    | 0                        | 0                        | 5      | 1            |
| 2      | Daniel Carvajal   | 11             | 1              | 4                   | 0                   | 0            | 0            | 1                    | 0                    | 1                    | 0                    | 0                        | 0                        | 17     | 1            |
| 4      | Sergio Ramos      | 12             | 2              | 3                   | 0                   | 1            | 0            | 0                    | 0                    | 1                    | 0                    | 0                        | 0                        | 17     | 2            |
| 14     | Casemiro          | 8              | 0              | 2                   | 0                   | 1            | 0            | 1                    | 0                    | 0                    | 0                    | 1                        | 0                        | 13     | 0            |
| 11     | Gareth Bale       | 5              | 0              | 1                   | 0                   | 0            | 0            | 1                    | 0                    | 0                    | 0                    | 0                        | 0                        | 7      | 0            |
| 12     | Marcelo           | 3              | 1              | 1                   | 0                   | 0            | 0            | 1                    | 0                    | 0                    | 0                    | 0                        | 0                        | 5      | 1            |
| 10     | Luka Modrić       | 3              | 0              | 2                   | 0                   | 0            | 0            | 0                    | 0                    | 0                    | 0                    | 0                        | 0                        | 5      | 0            |
| 6      | Nacho             | 7              | 0              | 1                   | 0                   | 0            | 0            | 0                    | 0                    | 0                    | 0                    | 0                        | 0                        | 8      | 0            |
| 20     | Marco Asensio     | 2              | 0              | 0                   | 0                   | 0            | 0            | 0                    | 0                    | 0                    | 0                    | 0                        | 0                        | 2      | 0            |
| 8      | Toni Kroos        | 4              | 0              | 0                   | 0                   | 0            | 0            | 0                    | 0                    | 0                    | 0                    | 0                        | 0                        | 4      | 0            |
| 15     | Théo Hernandez    | 1              | 0              | 0                   | 0                   | 0            | 0            | 0                    | 0                    | 0                    | 0                    | 0                        | 0                        | 1      | 0            |
| 3      | Jesús Vallejo     | 0              | 0              | 0                   | 0                   | 1            | 1            | 0                    | 0                    | 0                    | 0                    | 0                        | 0                        | 1      | 1            |
| 22     | Isco              | 1              | 0              | 1                   | 0                   | 0            | 0            | 0                    | 0                    | 0                    | 0                    | 0                        | 0                        | 2      | 0            |
| 23     | Mateo Kovačić     | 2              | 0              | 2                   | 0                   | 1            | 0            | 0                    | 0                    | 0                    | 0                    | 0                        | 0                        | 5      | 0            |
| 1      | Keylor Navas      | 1              | 0              | 0                   | 0                   | 0            | 0            | 0                    | 0                    | 0                    | 0                    | 0                        | 0                        | 1      | 0            |
| 17     | Lucas Vázquez     | 3              | 0              | 1                   | 0                   | 0            | 0            | 0                    | 0                    | 0                    | 0                    | 0                        | 0                        | 4      | 0            |
| 5      | Raphael Varane    | 2              | 0              | 1                   | 0                   | 0            | 0            | 0                    | 0                    | 0                    | 0                    | 0                        | 0                        | 3      | 0            |
| 18     | Marcos Llorente   | 1              | 0              | 0                   | 0                   | 0            | 0            | 0                    | 0                    | 0                    | 0                    | 0                        | 0                        | 1      | 0            |

### Onze de départ (toutes compétitions)
(Mis à jour le 26 mai 2018)
| \| No. \| Pos. \| Joueur \| Titulaire \| Remplaçant \| \| --- \| ---- \| ----------------- \| --------- \| ----------------------------- \| \| 1 \| GB \| Keylor Navas \| 44 \| Casilla a 17 titularisations \| \| 2 \| DD \| Daniel Carvajal \| 40 \| Hakimi a 14 titularisations \| \| 5 \| DC \| Raphael Varane \| 44 \| Nacho a 34 titularisations \| \| 4 \| DC \| Sergio Ramos \| 42 \| Vallejo a 11 titularisations \| \| 12 \| DG \| Marcelo \| 42 \| Théo a 17 titularisations \| \| 14 \| MR \| Casemiro \| 45 \| Llorente a 11 titularisations \| \| 10 \| MO \| Luka Modrić \| 38 \| Asensio a 28 titularisations \| \| 8 \| MO \| Toni Kroos \| 40 \| Ceballos a 9 titularisations \| \| 7 \| AiG \| Cristiano Ronaldo \| 43 \| Isco a 36 titularisations \| \| 11 \| AiD \| Gareth Bale \| 26 \| Vázquez a 25 titularisations \| \| 9 \| AT \| Karim Benzema \| 40 \| Mayoral a 9 titularisations \| | Navas Varane Ramos (C) Carvajal Marcelo Casemiro Modrić Kroos Bale Ronaldo Benzema |                   |           |                               |
| No. | Pos.                                                                               | Joueur            | Titulaire | Remplaçant                    |
| 1 | GB                                                                                 | Keylor Navas      | 44        | Casilla a 17 titularisations  |
| 2 | DD                                                                                 | Daniel Carvajal   | 40        | Hakimi a 14 titularisations   |
| 5 | DC                                                                                 | Raphael Varane    | 44        | Nacho a 34 titularisations    |
| 4 | DC                                                                                 | Sergio Ramos      | 42        | Vallejo a 11 titularisations  |
| 12 | DG                                                                                 | Marcelo           | 42        | Théo a 17 titularisations     |
| 14 | MR                                                                                 | Casemiro          | 45        | Llorente a 11 titularisations |
| 10 | MO                                                                                 | Luka Modrić       | 38        | Asensio a 28 titularisations  |
| 8 | MO                                                                                 | Toni Kroos        | 40        | Ceballos a 9 titularisations  |
| 7 | AiG                                                                                | Cristiano Ronaldo | 43        | Isco a 36 titularisations     |
| 11 | AiD                                                                                | Gareth Bale       | 26        | Vázquez a 25 titularisations  |
| 9 | AT                                                                                 | Karim Benzema     | 40        | Mayoral a 9 titularisations   |

### Buteurs (toutes compétitions)
(Mis à jour après le match Real Madrid 3-1 Liverpool, le 26 mai 2018)
| Rang                | Joueur              | Liga Santander | Coupe du Roi | Ligue des Champions | Supercoupe d'Espagne | Supercoupe de l'UEFA | Coupe du monde des clubs | Total |
| ------------------- | ------------------- | -------------- | ------------ | ------------------- | -------------------- | -------------------- | ------------------------ | ----- |
| 1                   | Cristiano Ronaldo   | 26             | 0            | 15                  | 1                    | 0                    | 2                        | 44    |
| 2                   | Gareth Bale         | 16             | 1            | 3                   | 0                    | 0                    | 1                        | 21    |
| 3                   | Karim Benzema       | 5              | 1            | 5                   | 1                    | 0                    | 0                        | 12    |
| 4                   | Marco Asensio       | 6              | 2            | 1                   | 2                    | 0                    | 0                        | 11    |
| 5                   | Isco                | 7              | 1            | 0                   | 0                    | 1                    | 0                        | 9     |
| 6                   | Lucas Vázquez       | 4              | 3            | 1                   | 0                    | 0                    | 0                        | 8     |
| 7                   | Casemiro            | 5              | 0            | 1                   | 0                    | 1                    | 0                        | 7     |
| 7                   | Borja Mayoral       | 3              | 3            | 1                   | 0                    | 0                    | 0                        | 7     |
| 8                   | Marcelo             | 2              | 0            | 3                   | 0                    | 0                    | 0                        | 5     |
| 8                   | Sergio Ramos        | 4              | 0            | 1                   | 0                    | 0                    | 0                        | 5     |
| 8                   | Toni Kroos          | 5              | 0            | 0                   | 0                    | 0                    | 0                        | 5     |
| 9                   | Nacho               | 3              | 0            | 1                   | 0                    | 0                    | 0                        | 4     |
| 10                  | Dani Ceballos       | 2              | 0            | 0                   | 0                    | 0                    | 0                        | 2     |
| 10                  | Luka Modrić         | 1              | 0            | 1                   | 0                    | 0                    | 0                        | 2     |
| 10                  | Achraf Hakimi       | 2              | 0            | 0                   | 0                    | 0                    | 0                        | 2     |
| But contre son camp | But contre son camp | 3              | 0            | 0                   | 1                    | 0                    | 0                        | 4     |
| Total               | Total               | 94             | 11           | 33                  | 5                    | 2                    | 3                        | 148   |

(Les chiffres ci-dessus ne sont valables que pour les matchs officiels)
- Récapitulatif des buteurs madrilènes lors des matchs amicaux de la saison 2017-2018
  - 2 buts : Mayoral
  - 1 but : Casemiro, Óscar, Kovačić, Asensio, Ronaldo

### Passeurs décisifs (toutes compétitions)
| Rang | Joueur            | Liga Santander | Coupe du Roi | Ligue des Champions | Supercoupe d'Espagne | Supercoupe de l'UEFA | Coupe du monde des clubs | Total |
| ---- | ----------------- | -------------- | ------------ | ------------------- | -------------------- | -------------------- | ------------------------ | ----- |
| 1    | Lucas Vázquez     | 7              | 1            | 3                   | 1                    | 0                    | 1                        | 13    |
| 2    | Marcelo           | 6              | 0            | 5                   | 1                    | 0                    | 0                        | 12    |
| 3    | Karim Benzema     | 10             | 0            | 1                   | 0                    | 0                    | 0                        | 11    |
| 4    | Isco              | 7              | 0            | 2                   | 1                    | 0                    | 0                        | 10    |
| 5    | Cristiano Ronaldo | 5              | 0            | 3                   | 0                    | 0                    | 0                        | 8     |
| 5    | Marco Asensio     | 6              | 0            | 2                   | 0                    | 0                    | 0                        | 8     |
| 5    | Toni Kroos        | 7              | 0            | 1                   | 0                    | 0                    | 0                        | 8     |
| 5    | Luka Modrić       | 6              | 0            | 1                   | 0                    | 0                    | 1                        | 8     |
| 6    | Daniel Carvajal   | 2              | 1            | 3                   | 0                    | 1                    | 0                        | 7     |
| 7    | Gareth Bale       | 2              | 1            | 2                   | 0                    | 1                    | 0                        | 6     |
| 8    | Casemiro          | 3              | 0            | 0                   | 0                    | 0                    | 0                        | 3     |
| 8    | Borja Mayoral     | 1              | 1            | 1                   | 0                    | 0                    | 0                        | 3     |
| 9    | Théo Hernandez    | 0              | 1            | 1                   | 0                    | 0                    | 0                        | 2     |
| 10   | Sergio Ramos      | 1              | 0            | 0                   | 0                    | 0                    | 0                        | 1     |
| 10   | Achraf Hakimi     | 0              | 1            | 0                   | 0                    | 0                    | 0                        | 1     |
| 10   | Raphael Varane    | 1              | 0            | 0                   | 0                    | 0                    | 0                        | 1     |
| 10   | Mateo Kovačić     | 1              | 0            | 0                   | 0                    | 0                    | 0                        | 1     |

(Les chiffres ci-dessus ne sont valables que pour les matchs officiels)
- Récapitulatif des passeurs madrilènes lors des matchs amicaux de la saison 2017-2018
  - 1 passe : Llorente, Casemiro, Kovačić, Ceballos, Ronaldo, Théo

## Joueur du mois
Le joueur ayant le plus de nominations est nommé Joueur de la saison du Real Madrid.
Avec 4 nominations, Marco Asensio est le Joueur de la saison du Real Madrid.
| Août      | Marco Asensio     | [ 252 ] |
| Septembre | Marco Asensio     | [ 253 ] |
| Octobre   | Isco              | [ 254 ] |
| Novembre  | Isco              | [ 255 ] |
| Décembre  | Cristiano Ronaldo | [ 256 ] |
| Janvier   | Gareth Bale       | [ 257 ] |
| Février   | Marco Asensio     | [ 258 ] |
| Mars      | Cristiano Ronaldo | [ 259 ] |
| Avril     | Marco Asensio     | [ 260 ] |

## Récompenses et distinctions
Le 8 août 2017, Isco est désigné Homme du Match de la Supercoupe de l'UEFA.
Le 15 août, Cristiano Ronaldo figure parmi les finalistes du Prix UEFA du Meilleur joueur d'Europe . Luka Modrić termine 4e, Toni Kroos 5e et Sergio Ramos 6e.
Le 24 août, Cristiano Ronaldo remporte le Prix UEFA du Meilleur joueur d'Europe pour la 3e fois de sa carrière . Sergio Ramos, Luka Modrić et Ronaldo sont désignés respectivement meilleur défenseur, meilleur milieu et meilleur attaquant de l'année .
Le 23 octobre lors des The Best FIFA Football Awards 2017, Cristiano Ronaldo remporte le prix The Best, Joueur de la FIFA, Zinedine Zidane remporte le prix The Best, Entraîneur de la FIFA et Sergio Ramos, Luka Modrić, Toni Kroos, Marcelo et Ronaldo font partie du FIFA/FIFPro World XI (équipe de l’année 2017) .
Le 7 décembre, Cristiano Ronaldo remporte le 5e Ballon d'or de sa carrière. Luka Modrić termine 5e, Sergio Ramos 6e, Isco 12e, Marcelo 16e, Toni Kroos 17e et Karim Benzema en 25e position.
Le 16 décembre, Luka Modrić est désigné 'Homme du match de la finale de la Coupe du monde des clubs de la FIFA 2017 remportée par le Real Madrid et remporte également le Ballon d’or (meilleur joueur de la compétition). Cristiano Ronaldo est désigné Ballon d’argent .
Le 12 février, Cristiano Ronaldo remporte le trophée Goal 50 attribué par le site internet Goal.com pour la 5e fois de sa carrière .
Le 26 mai 2018, Cristiano Ronaldo termine meilleur buteur de la Ligue des champions (15 buts) et Gareth Bale est désigné Homme du match de la Finale en ayant marqué 2 buts.

## Autres statistiques

### Affluence
Affluence du Real Madrid à domicile